# Nowa Wieś Wielka (gmina)

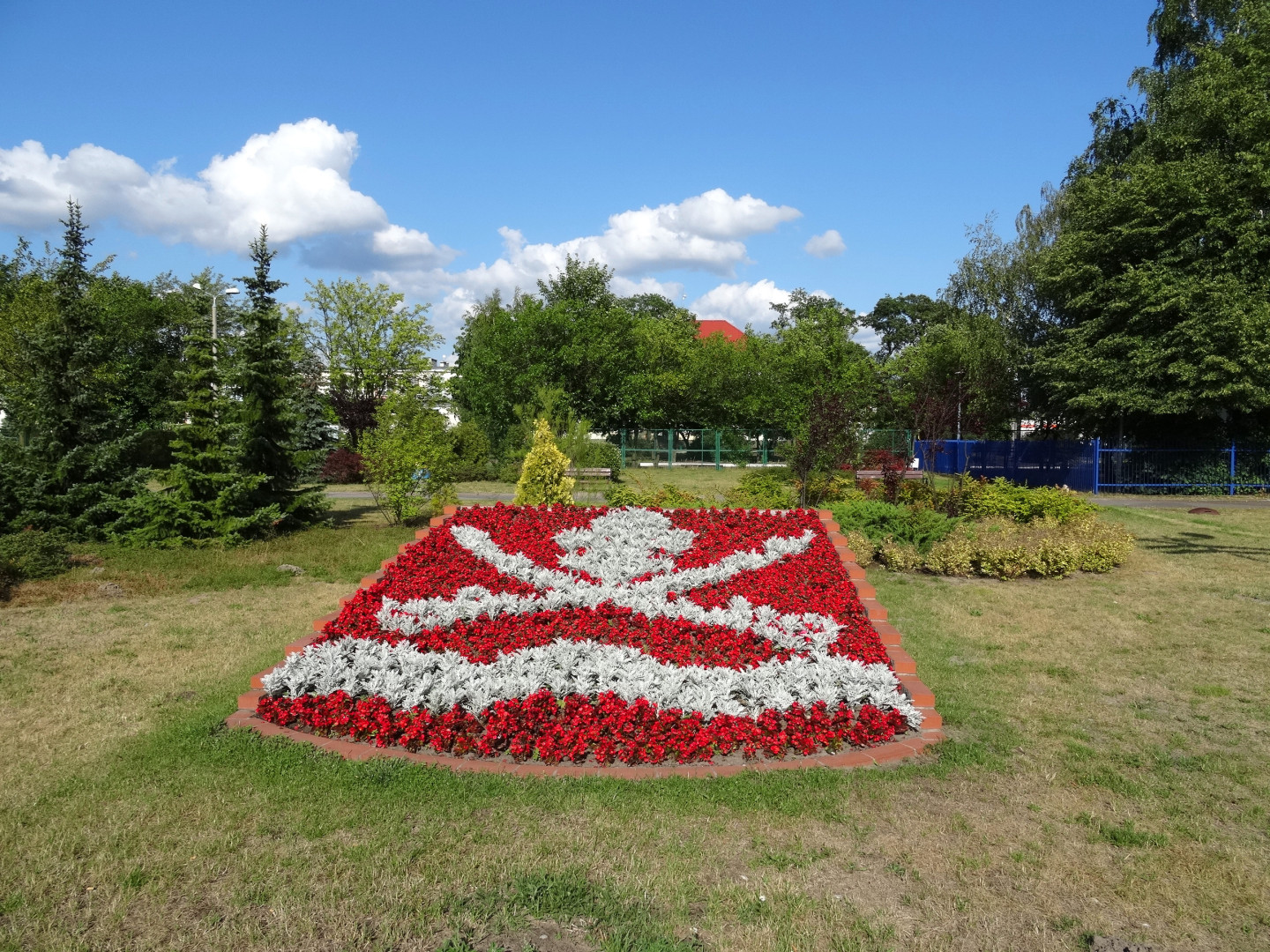
Herb gminy na skwerze w Nowej Wsi Wielkiej

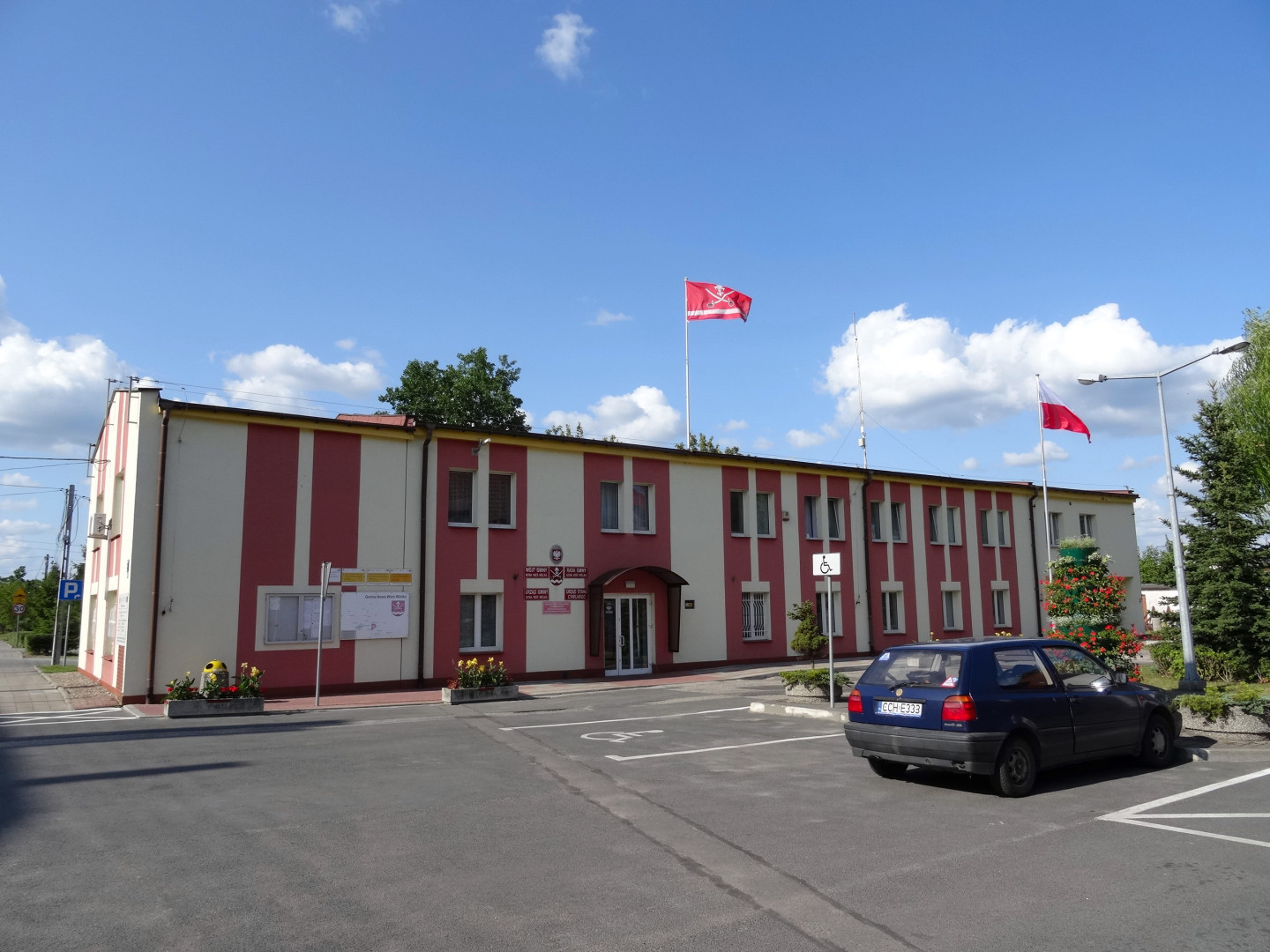
Urząd Gminy Nowa Wieś Wielka

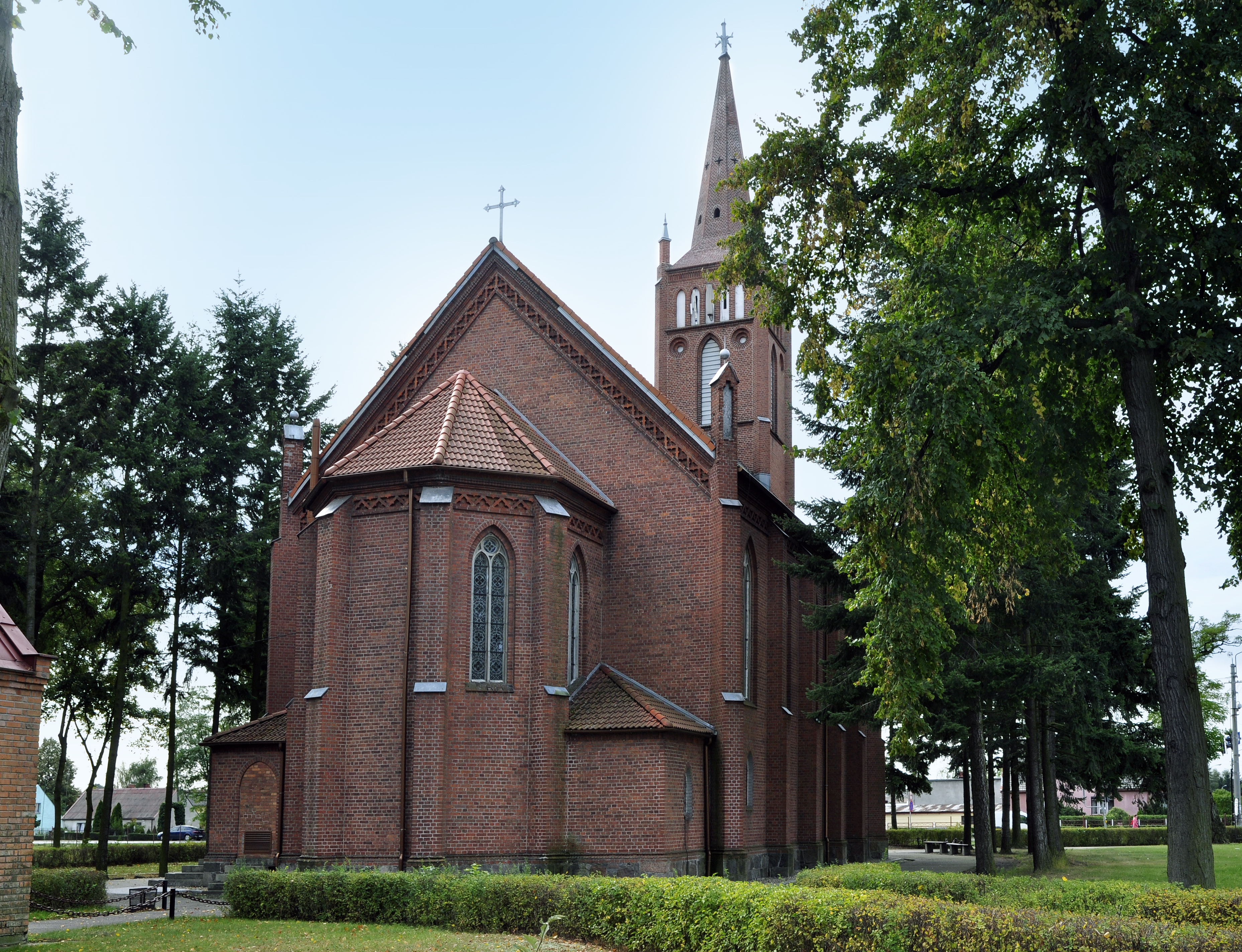
Kościół Niepokalanego Poczęcia Najświętszej Maryi Panny w Nowej Wsi Wielkiej (1867)

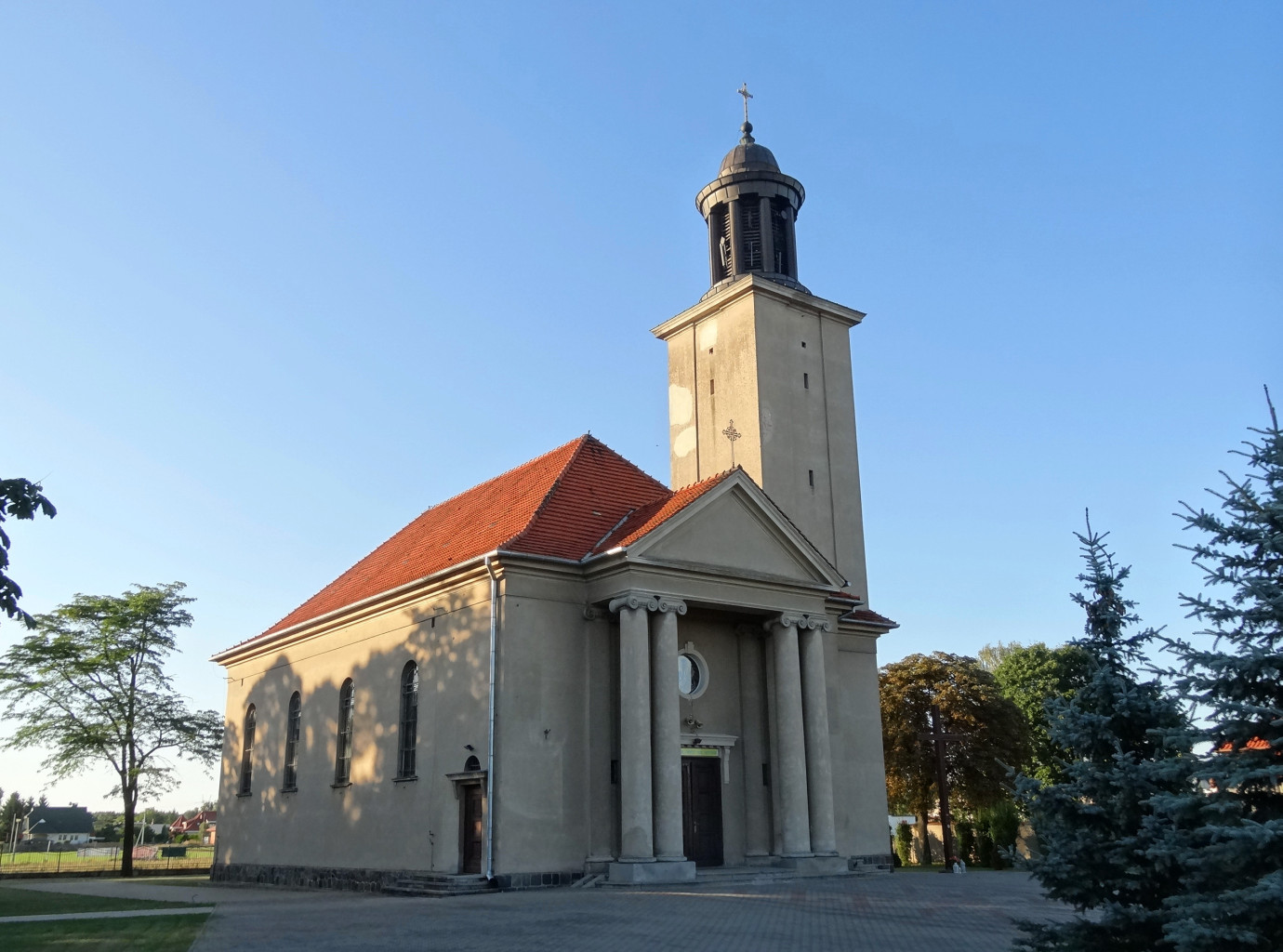
Kościół Najświętszej Marii Panny Królowej Polski w Brzozie (1937)

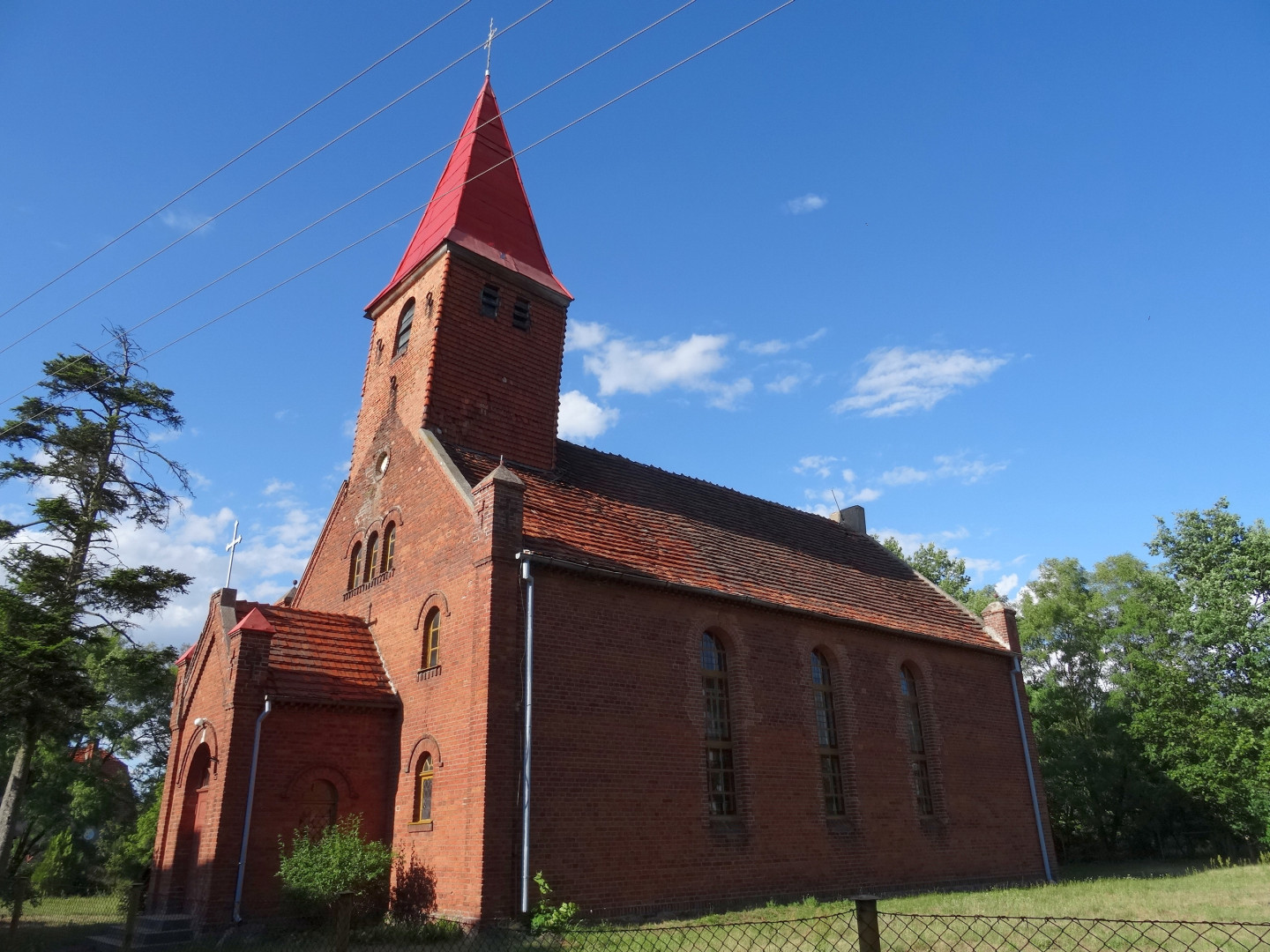
Kościół Matki Bożej Królowej Polski (1876) w Dąbrowie Wielkiej

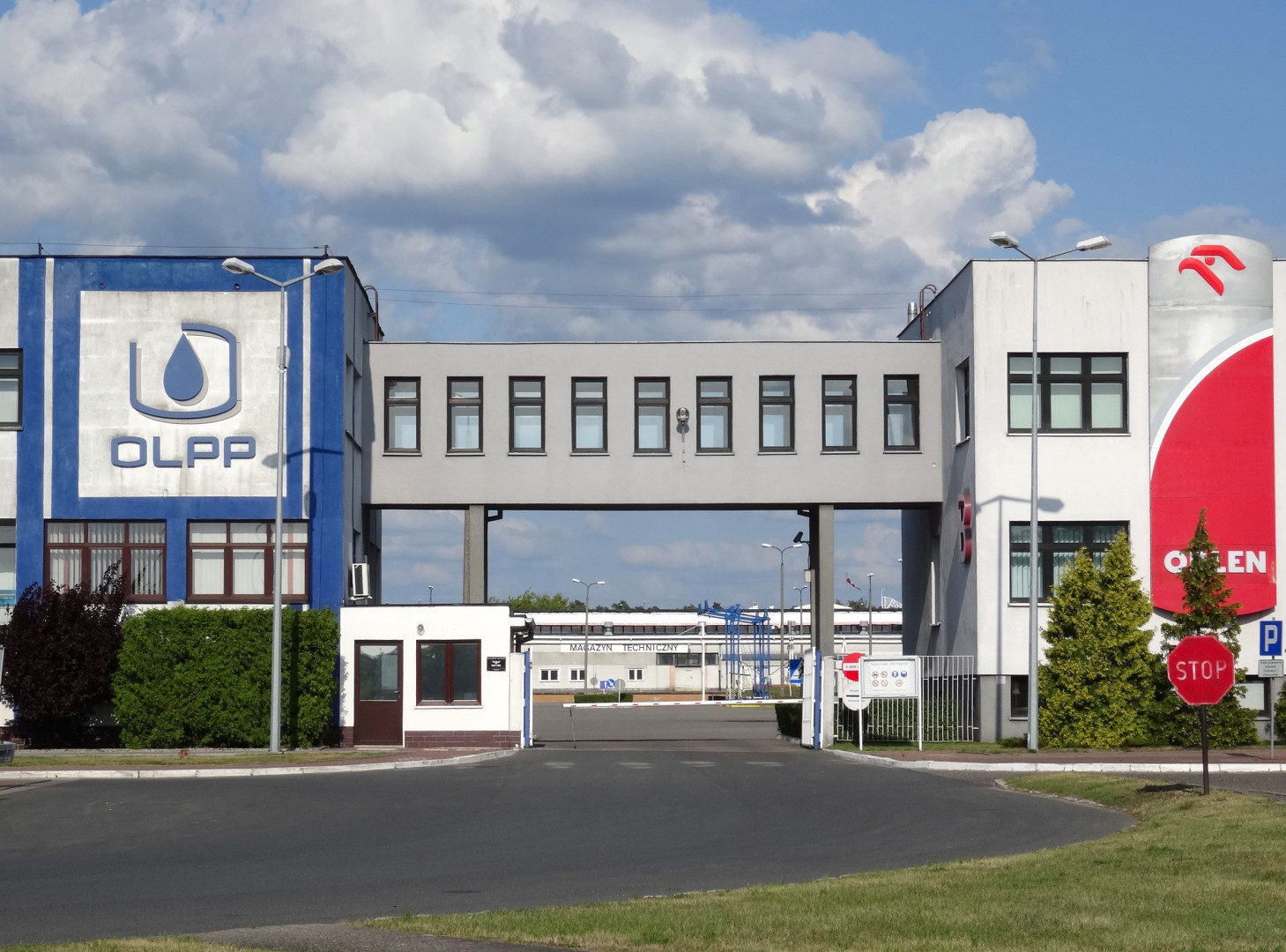
Zespół Baz Paliw nr 2 OLPP Nowa Wieś Wielka

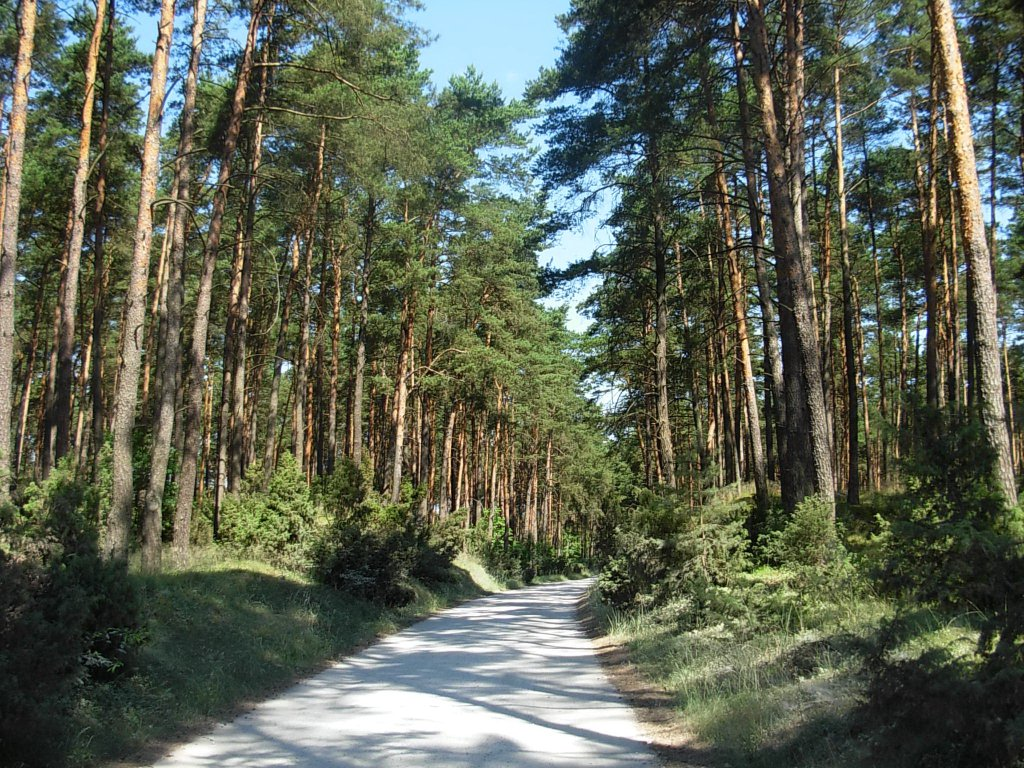
Puszcza Bydgoska przy drodze z Piecek do Bydgoszczy

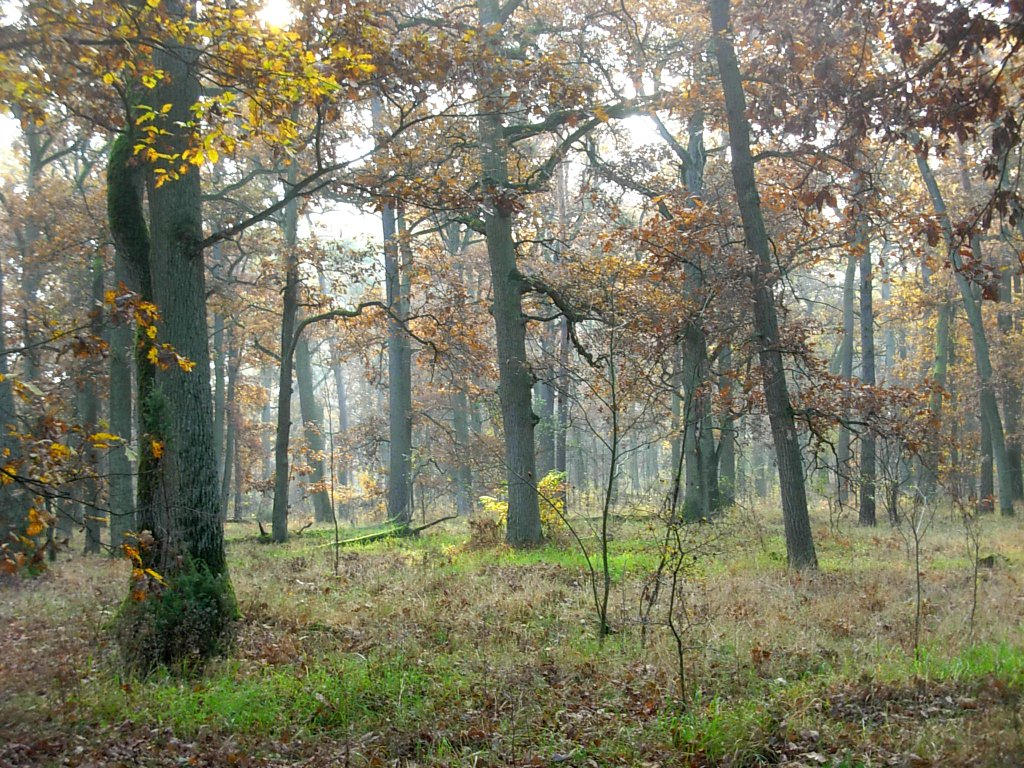
Dąbrowa świetlista w rezerwacie Dziki Ostrów

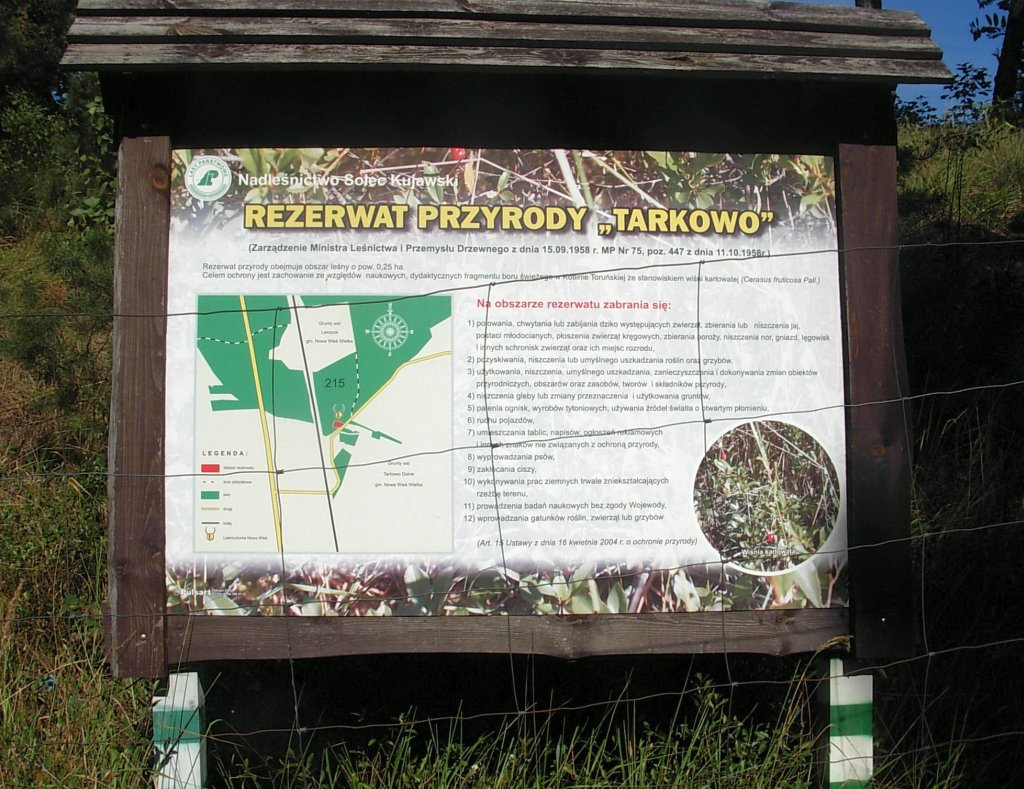
Tablica informacyjna rezerwatu Tarkowo

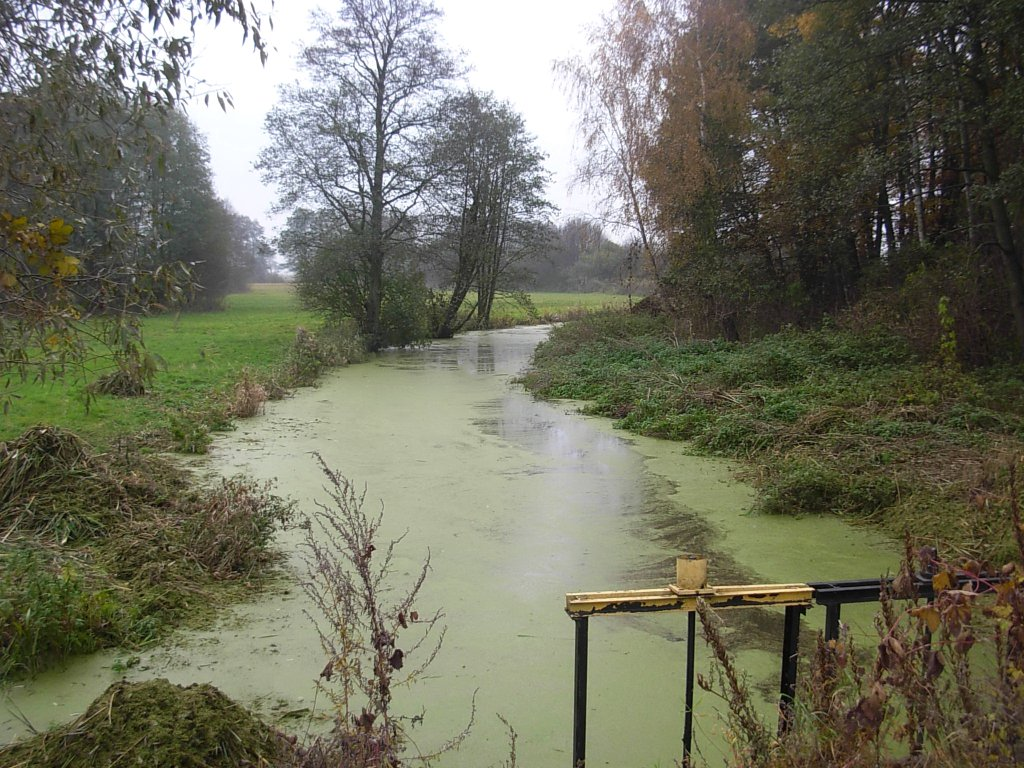
Nowy Kanał Notecki

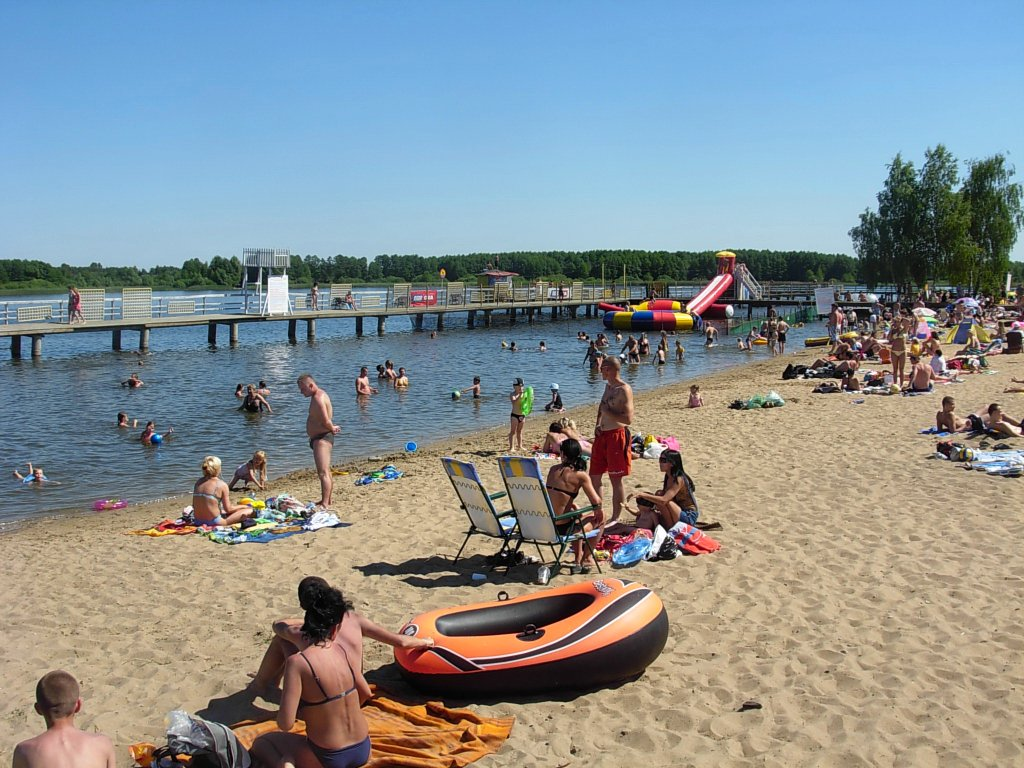
Plaża w Chmielnikach

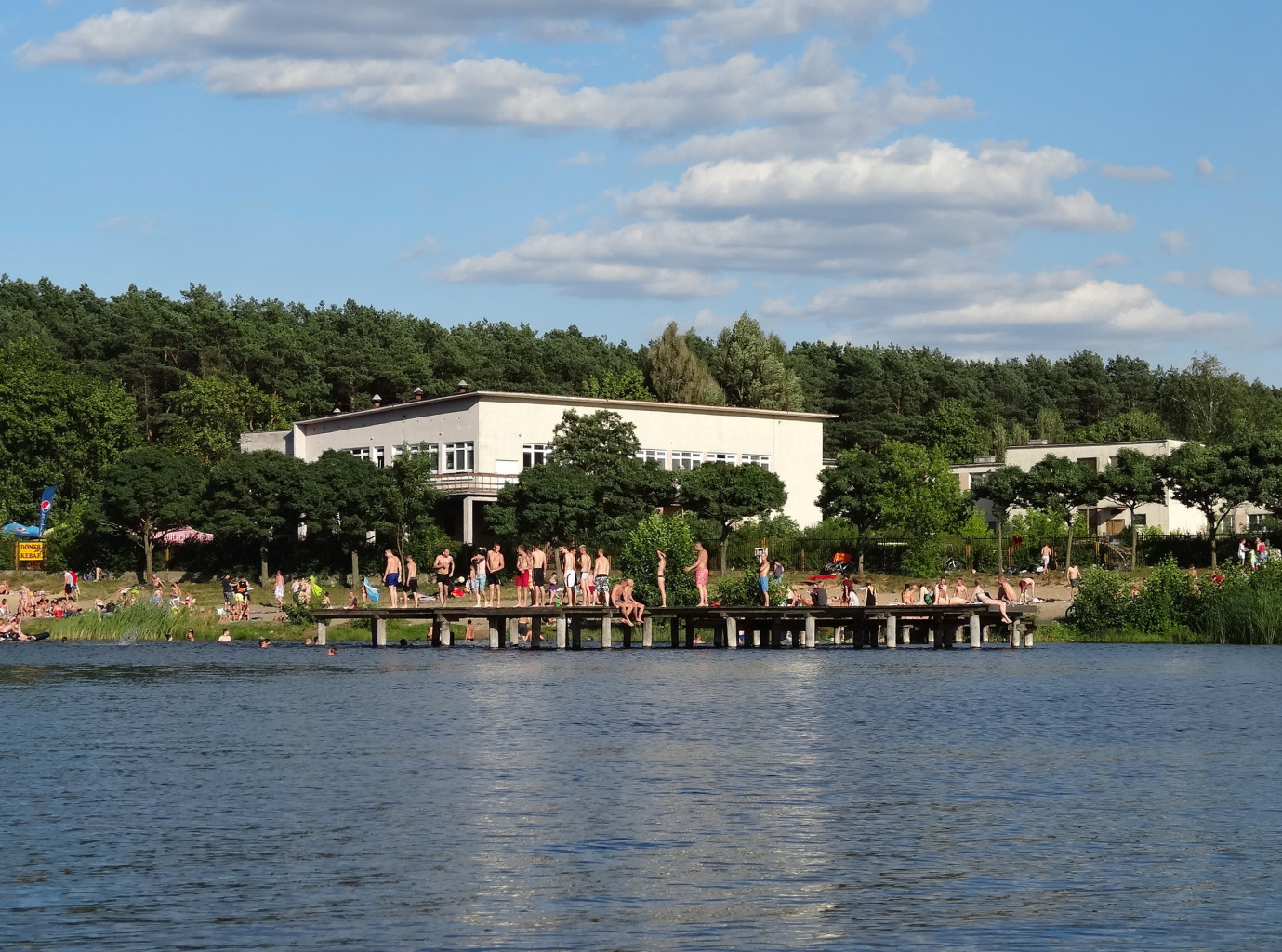
Ośrodek wypoczynkowy w Prądocinie

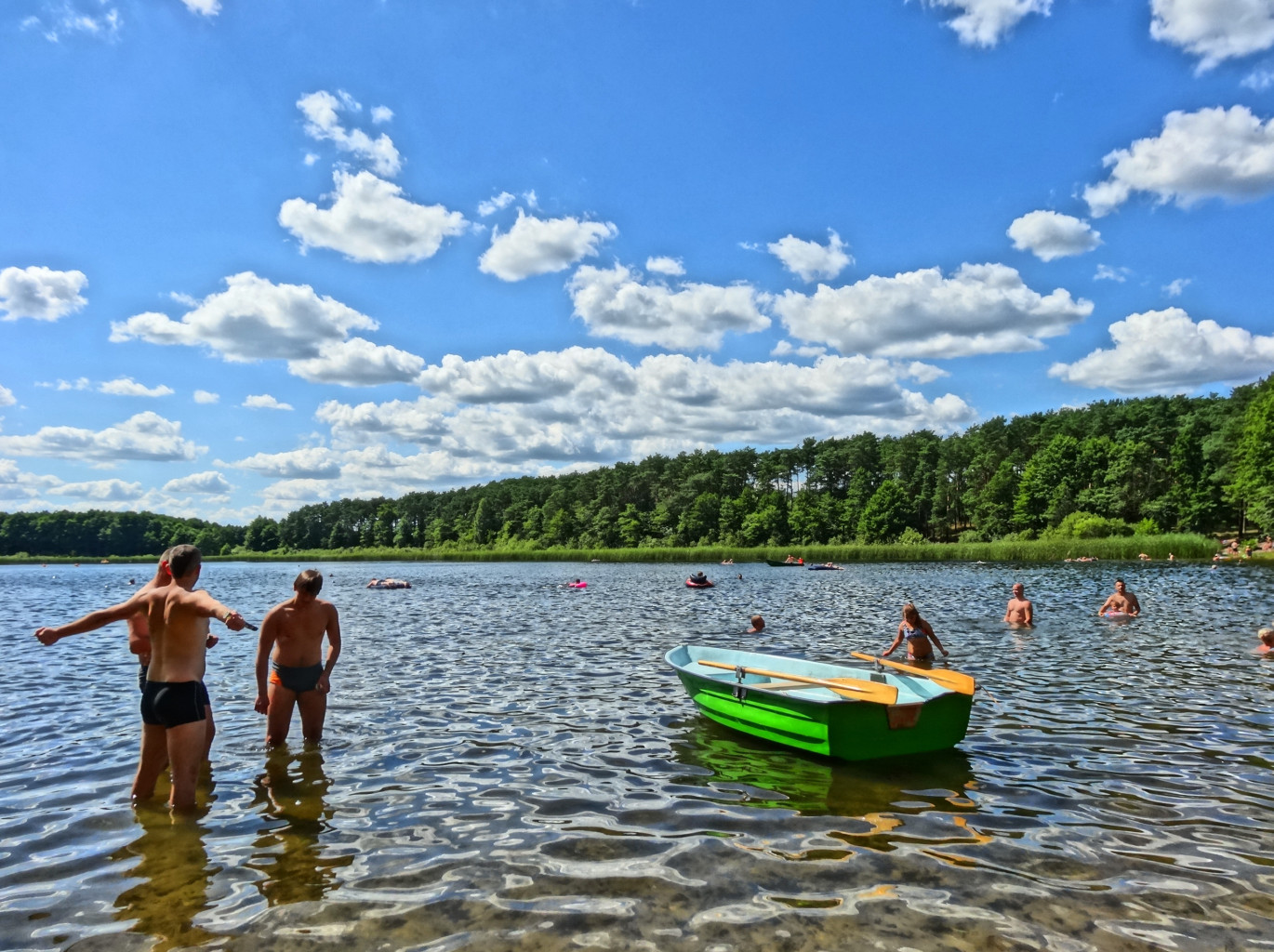
Kąpielisko w Pieckach

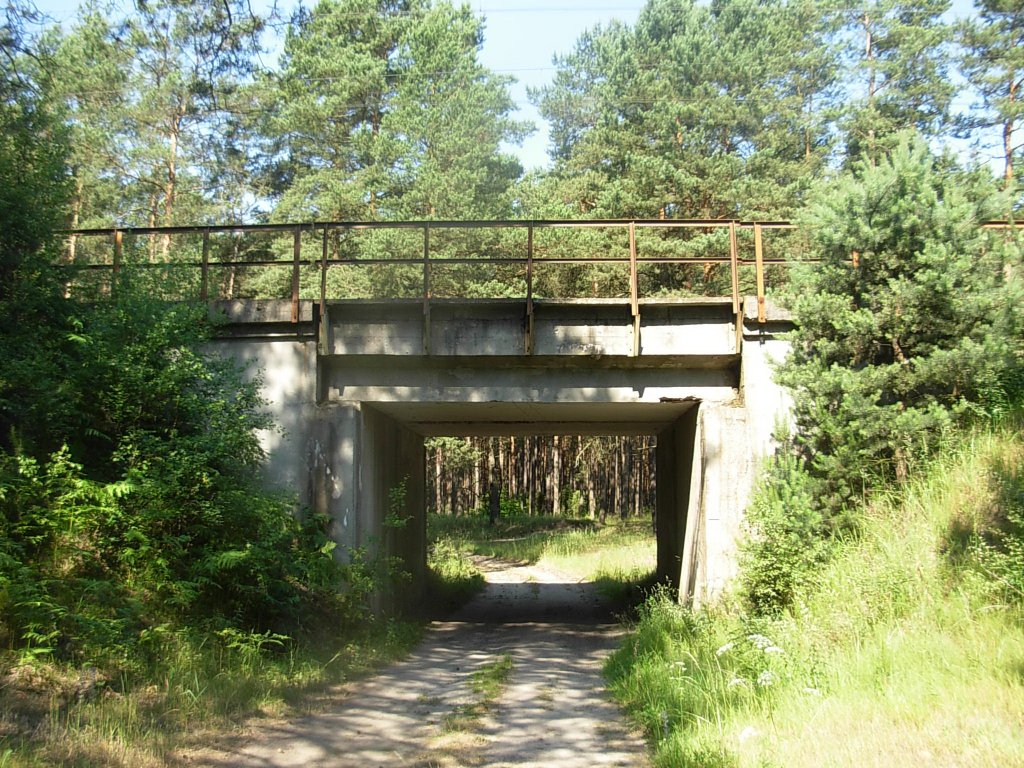
Wiadukt magistrali węglowej nad drogą leśną koło Łażyna

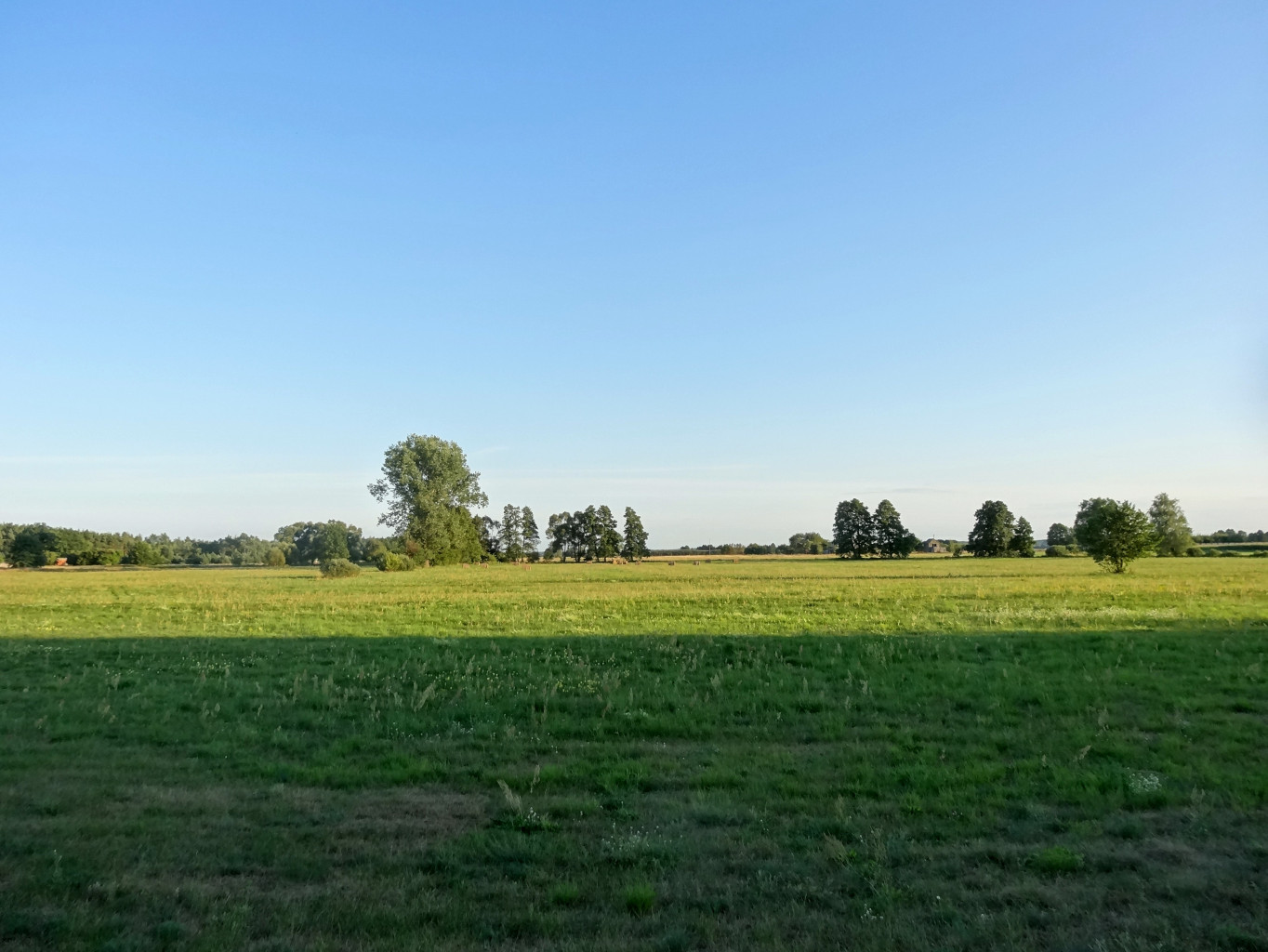
Łąki nadnoteckie w Olimpinie

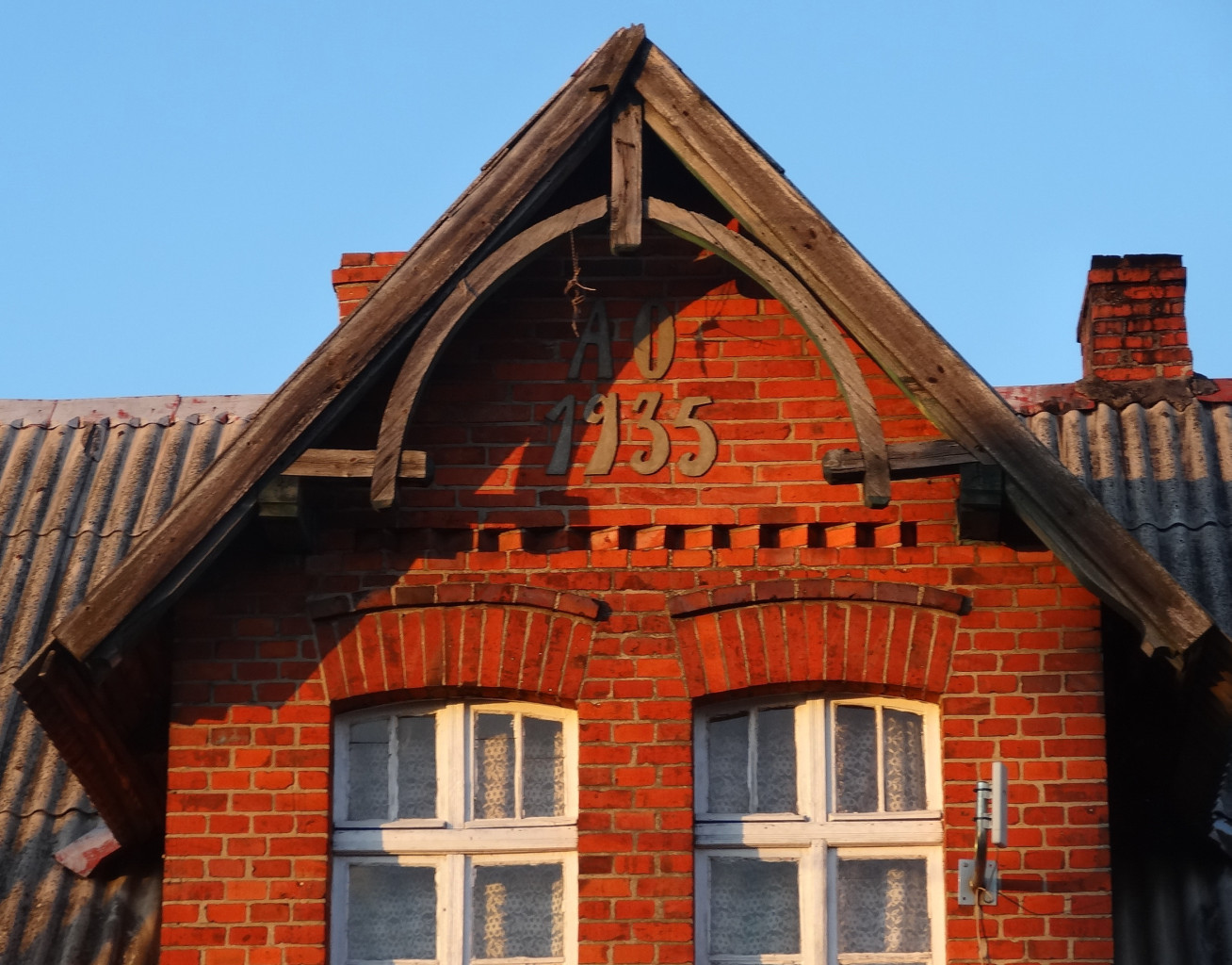
Zabudowa z okresu międzywojennego w Brzozie

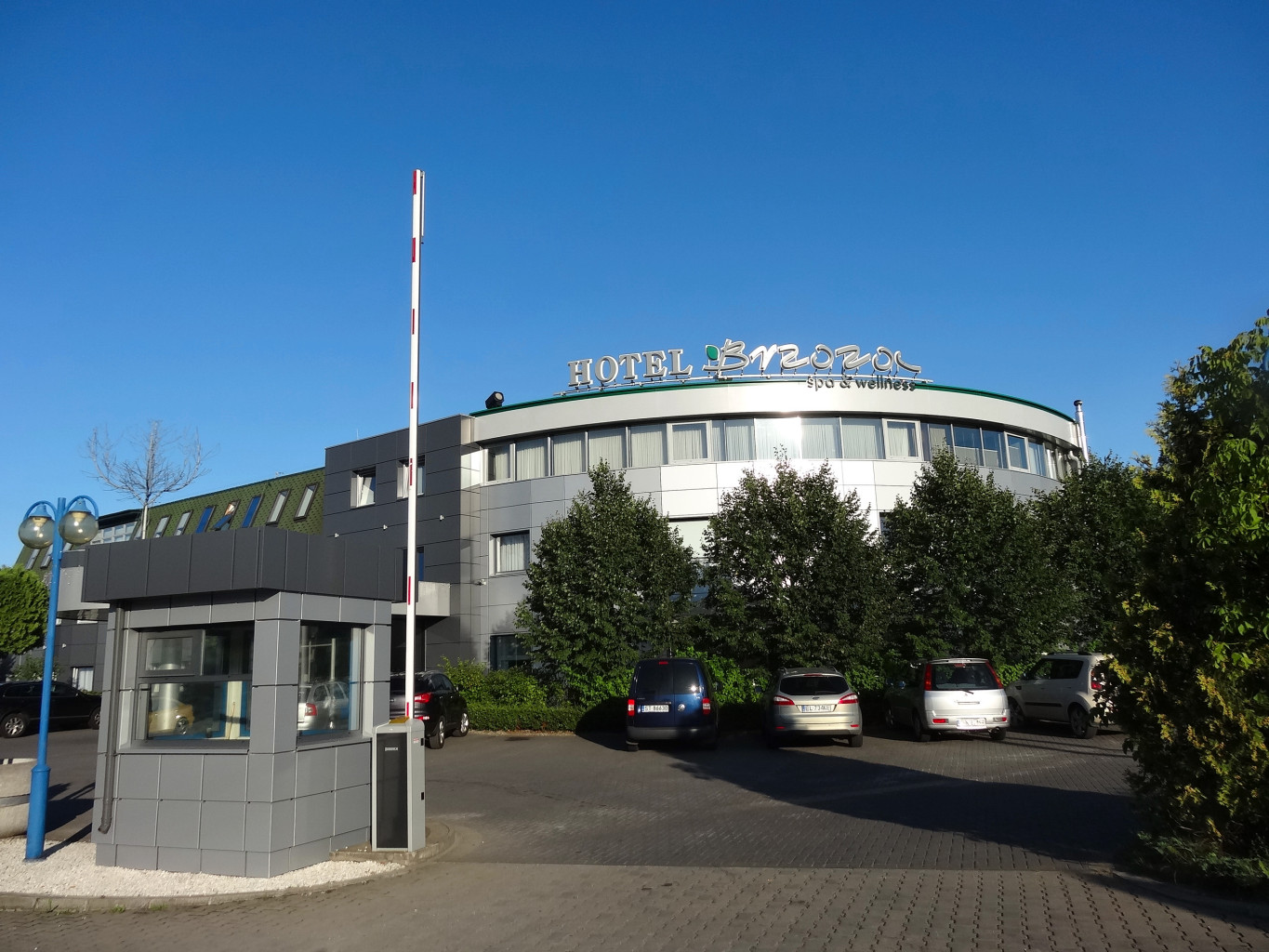
Hotel Brzoza (****)

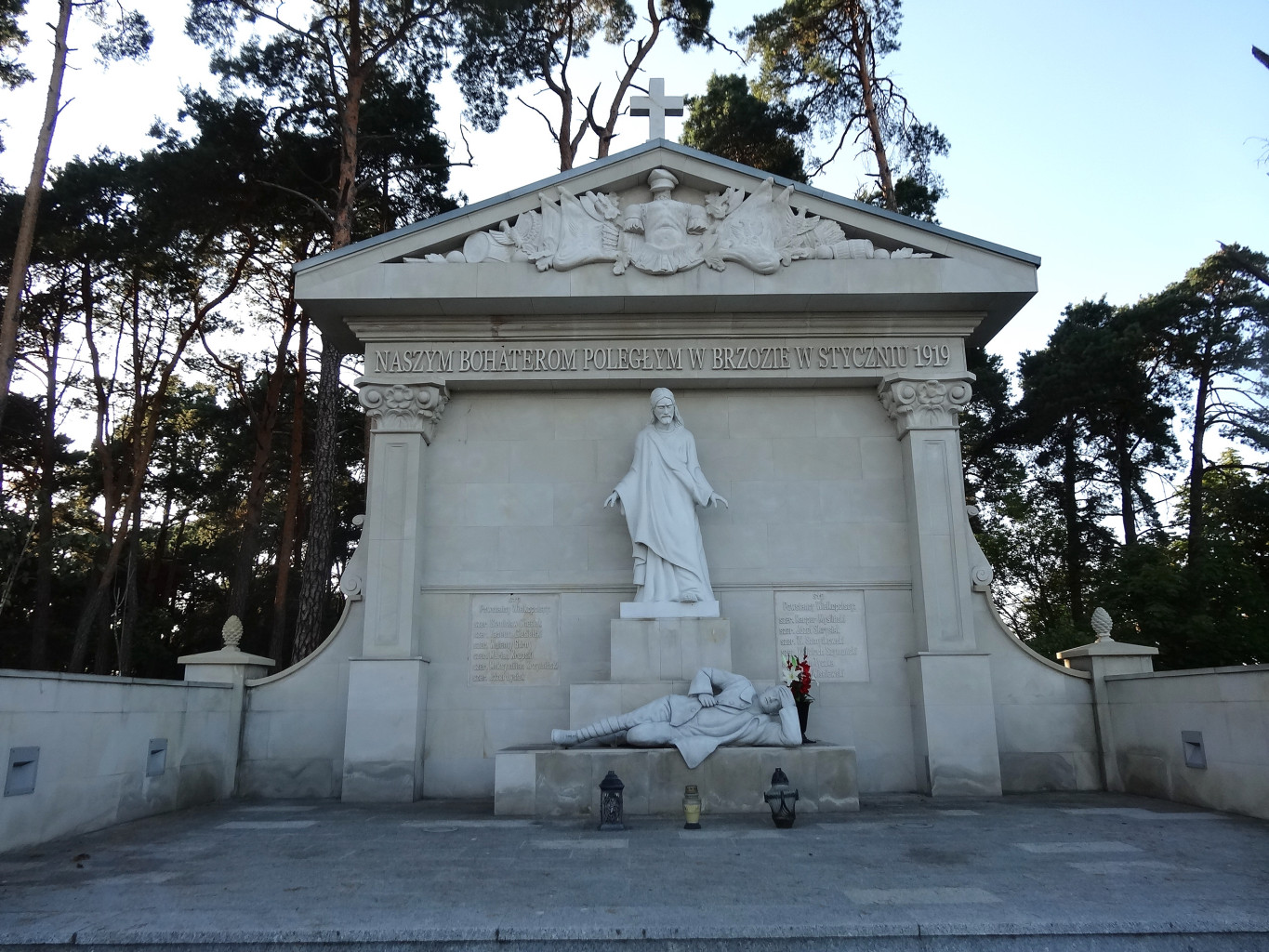
Pomnik Powstańców Wielkopolskich w Brzozie

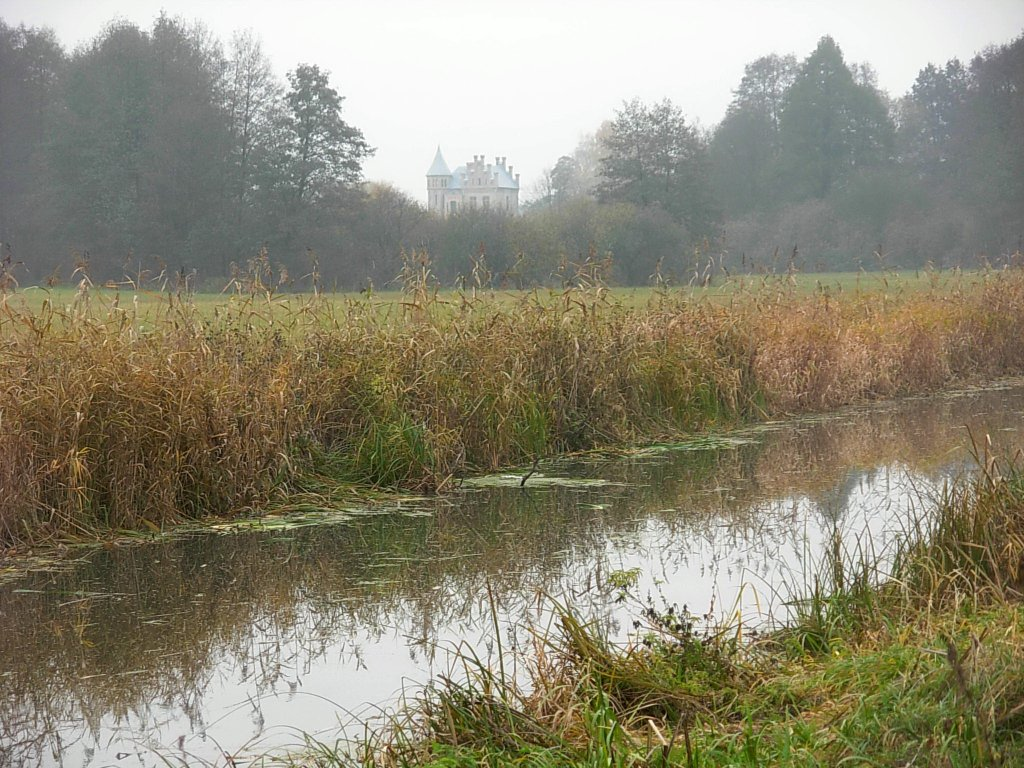
Nowy Kanał Notecki, w tle pałacyk myśliwski Skórzewskich w Brzozie-Mochyłku

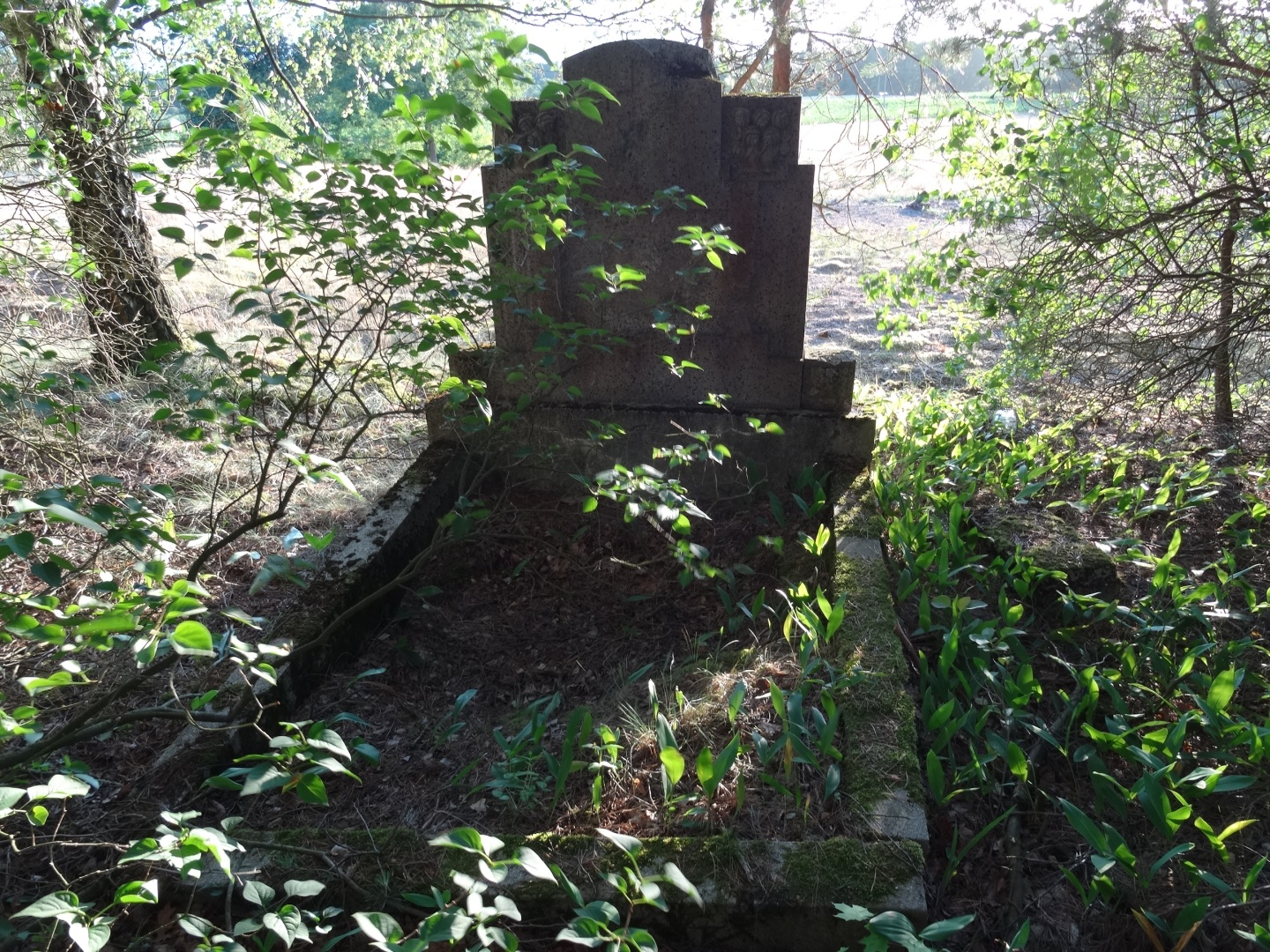
Opuszczony cmentarz poewangelicki w Leszycach

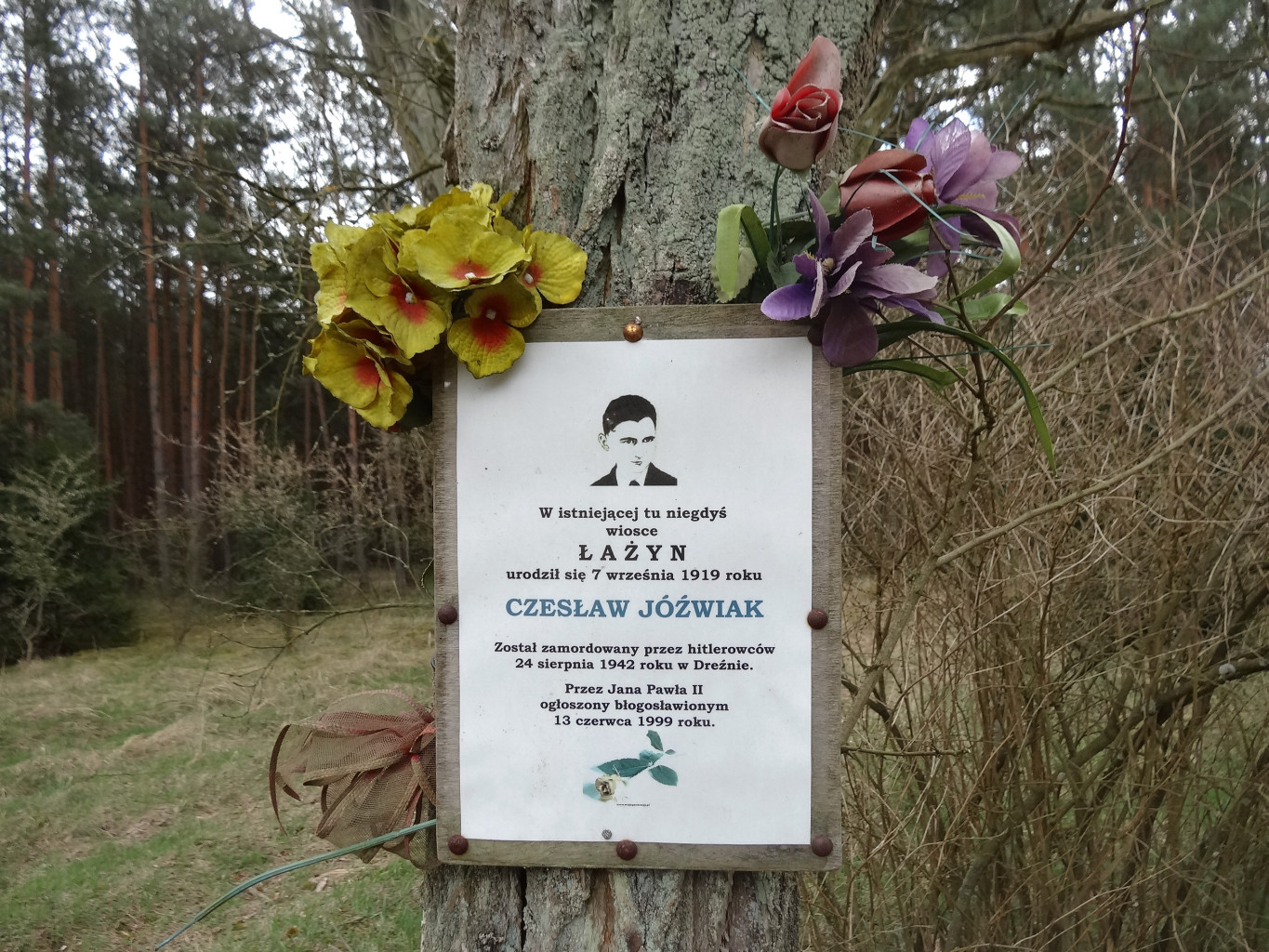
Zanikła wieś Łażyn w Puszczy Bydgoskiej – tablica pamiątkowa błogosławionego Kościoła rzymskokatolickiego Czesława Jóźwiaka

Nowa Wieś Wielka – gmina wiejska w Polsce położona w województwie kujawsko-pomorskim, w powiecie bydgoskim. W latach 1975–1998 gmina administracyjnie należała do województwa bydgoskiego.
Siedzibą gminy jest Nowa Wieś Wielka. W 2010 roku gmina stanowiła 10,6% powierzchni i 8,5% ludności powiatu bydgoskiego.

## Położenie
Gmina Nowa Wieś Wielka położona jest w województwie kujawsko-pomorskim, w powiecie bydgoskim. Od północy sąsiaduje z Bydgoszczą, od zachodu z gminami Białe Błota i Łabiszyn, od południa z gminą Złotniki Kujawskie, a od wschodu z gminami: Rojewo i Solec Kujawski.
Położenie gminy, w pobliżu aglomeracji miasta Bydgoszczy sprzyja rozwojowi budownictwa mieszkaniowego, rzemiosła, usług, handlu.

## Warunki naturalne
Gmina Nowa Wieś Wielka położona jest w całości w mezoregionie Kotlina Toruńska. Występują w niej dwie strefy fizjograficzne. Część północna i wschodnia położona jest na wysokim tarasie pradolinnym o wysokości bezwzględnej 70–75 m n.p.m., silnie zwydmionym, a na południu opartym o krawędź kujawskiej wysoczyzny morenowej. Ta część gminy porośnięta jest zwarcie Puszczą Bydgoską i zajmuje pole wydm śródlądowych (mikroregion Wydmy Puszczy Bydgoskiej) o wysokościach względnych dochodzących do 30 m, a bezwzględnych – ponad 100 m n.p.m. Drugi kompleks wydm występuje w zachodniej części gminy, w okolicy Nowego Smolna i Kobylarni oraz Jakubowa, gdzie maksymalne wysokości dochodzą do 89 m n.p.m.
Część południowo-zachodnia gminy leży w obrębie obniżenia, który 12 tys. lat temu stanowił południowy szlak odpływu wód w Kotlinie Toruńskiej. Po przełomie Wisły pod Fordonem odpływ wód uległ zahamowaniu, teren uległ zabagnieniu, a miejscami pokrył się kilkumetrową warstwą torfów. Szlak odpływu został wykorzystany przez Zieloną Strugę kierującą się do Wisły oraz silnie meandrującą Noteć, którą w XIX wieku „wyprostowano” przez budowę Kanału Górnonoteckiego i Nowego Kanału Noteckiego. Obszary podmokłych łąk i torfowisk w okolicach wsi Dąbrowa Wielka, Dziemionna, Kolankowo, Kobylarnia i Brzoza poprzecinano siecią rowów melioracyjnych, służących odwadnianiu gleb w czasie roztopów i nawadnianiu w okresach bezopadowych. Na skraju Puszczy Bydgoskiej i doliny Noteci położone są szlaki komunikacyjne (droga, kolej) oraz większość jednostek osadniczych gminy. Największe z nich to Brzoza i Nowa Wieś Wielka, pełniące funkcję lokalnych centrów ze względu na lokalizacje instytucji publicznych, usług oraz największą liczbę mieszkańców.
Na terenach leśnych w gminie występują obniżenia wytopiskowe z glebami organogenicznymi, użytkowane jako łąki, oraz wypełnione wodą np. jezioro Jezuickie. We wschodniej części gminy w pasie Chrośna – Leszyce – Dobromierz zlokalizowany jest ostaniec erozyjny w Kotlinie Toruńskiej, zbudowany z glin piaszczystych i wyniesiony około 8–10 m wyżej niż poziom terasy pradolinnej.
Najwyższy punkt gminy 109 m n.p.m. znajduje się na szczycie wydmy śródlądowej w Puszczy Bydgoskiej na wschodniej granicy gminy (nad Łąkami Studzienieckimi), a najniższy na zachodzie w rejonie Kobylarni (68,4 m n.p.m.) w dolinie Noteci.
Gmina charakteryzuje się mało urodzajnymi glebami. Około 70% obszaru zajmują piaski eoliczne, nadające się jedynie do upraw leśnych. Fragmenty lepszych gleb znajdują się w rejonie występowania glin zwałowych koło Leszyc i Dobromierza, natomiast w obniżeniu Noteci i Zielonej Strugi wykształciły się torfy niskie oraz namuły organiczno-mineralne.
Przez gminę przebiega wododział rozdzielający dorzecza Odry i Wisły. Okolice wsi Dąbrowa Wielka i Leszyce należą do zlewni Wisły, zaś Nowa Wieś Wielka, Brzoza, Prądocin i tereny położone dalej na zachód w zlewni Odry. Wody powierzchniowe spływają do Wisły ciekiem Zielona Struga, zaś do Odry wody odpływają za pośrednictwem Nowego Kanału Noteckiego, który uchodzi do Noteci i dalej do Warty. Wydmy Puszczy Bydgoskiej stanowią w większości teren bezodpływowy, a opady atmosferyczne zasilają wody podziemne.
Największym zbiornikiem wodnym w gminie jest jezioro Jezuickie (146 ha, 10 m głębokości). Z uwagi na otoczenie lasem oraz bliskość Bydgoszczy, stanowi centrum rekreacyjne, wykraczające zasięgiem oddziaływania poza granice gminy. Dopływem jeziora jest Kanał Złotnicki, który bierze początek na Równinie Inowrocławskiej i przepływa w pobliżu Nowej Wsi Wielkiej, zaś odpływem – Jezuicka Struga, kierująca się do Nowego Kanału Noteckiego.
Gmina położona jest poza zasięgiem naturalnym takich drzew jak: buk, jodła pospolita, modrzew europejski i polski, brekinia oraz świerk pospolity.

## Struktura powierzchni
Według danych z roku 2005 gmina Nowa Wieś Wielka ma obszar 148,47 km², w tym:
- użytki leśne: 62%
- użytki rolne: 27%

Gmina Nowa Wieś Wielka należy do najbardziej zalesionych gmin województwa kujawsko – pomorskiego.

## Miejscowości
Miejscowości w gminie pochodzą historycznie z trzech okręgów. Większość z nich ze stolicą gminy włącznie należała zawsze do powiatu bydgoskiego, a w czasach I Rzeczypospolitej była uposażeniem starostwa bydgoskiego. Są to Nowa Wieś Wielka, Brzoza, Dąbrowa Wielka, Dobromierz, Leszyce, Nowa Wioska oraz osady niesołeckie: Chmielniki, Dębinka, Emilianowo, Łażyn, Piecki, Stryszek. Część miejscowości położonych w południowej części gminy pochodzi z dawnego powiatu inowrocławskiego, choć w czasach staropolskich należały one do powiatu bydgoskiego. Są to Januszkowo, Jakubowo, Kolankowo, Dziemionna i Tarkowo Dolne. Z kolei miejscowości położone w pobliżu Brzozy, lecz na lewobrzeżu starej Noteci, należały w XIX wieku do powiatu szubińskiego i majątku Skórzewskich z Lubostronia. Są to Kobylarnia, Nowe Smolno, Olimpin i niesołecka Wałownica.
Gminę Nowa Wieś Wielka zamieszkuje blisko 9 tys. mieszkańców, w większości osiedlonych w dwóch miejscowościach: w Brzozie – 3,1 tys. i w Nowej Wsi Wielkiej – 2,4 tys. oraz w przylegających do nich Olimpinie – osiedlu oraz Dziemionnie. W pozostałych miejscowościach mieszka jedynie 25% ludności gminy. Do większych z nich zaliczają się: Prądocin (461 osób), Tarkowo Dolne (368), Kobylarnia – (313). Największą dynamikę wzrostu ludności notuje położona stosunkowo blisko Bydgoszczy wieś Brzoza.
W strefie oddziaływania Brzozy zamieszkuje około 53% mieszkańców gminy, a w strefie Nowej Wsi Wielkiej około 47%. Chmielniki i Prądocin w pobliżu jeziora Jezuickiego pełnią wyspecjalizowane funkcje obsługi rekreacji i wypoczynku mieszkańców Bydgoszczy.
Gęstość zaludnienia odniesiona do powierzchni obszaru gminy pomniejszonej o powierzchnię lasów, łąk i pastwisk wynosi 160 osób/km² i jest prawie 2-krotnie wyższa od średniej dla obszarów wiejskich województwa

## Zasoby naturalne
Na terenie gminy Nowa Wieś Wielka występują udokumentowane złoża kruszywa naturalnego oraz torfu w rejonie doliny Nowego Kanału Noteckiego oraz Dziemionnej. Ze względów ekologicznych użytkowane są jako trwałe użytki zielone.

## Rolnictwo
Gmina Nowa Wieś Wielka posiada mało korzystne uwarunkowania przyrodnicze do rozwoju rolnictwa. Użytki rolne w gminie charakteryzują się niskim udziałem gruntów ornych (48%) i odznaczają się słabą jakością. Łącznie w gminie Nowa Wieś Wielka jest 1932 ha gruntów ornych, 1726 ha łąk, 327 ha pastwisk oraz 9177 ha lasów. Wśród gruntów przeważają gleby V klasy bonitacyjnej – 56% oraz klasy VI – 36%. Tylko 7% jest gleb klasy IV oraz zaledwie 26 ha gleb klasy III – w sołectwie Leszyce. Sporą powierzchnię zajmują łąki i pastwiska (52% użytków rolnych, 14% powierzchni gminy). Najwięcej gruntów rolnych znajduje się na terenie wsi: Dąbrowa Wielka, Leszyce, Tarkowo Dolne i Prądocin.

## Leśnictwo
Niemal dwie trzecie powierzchni gminy zajmują lasy, należące do Puszczy Bydgoskiej. Są one miejscem masowego wypoczynku bydgoszczan. Zarząd nad lasami w północno-zachodniej części gminy pełni Nadleśnictwo Bydgoszcz, a w części centralnej i wschodniej – Nadleśnictwo Solec Kujawski. Łącznie lasy w gminie obejmują 93,2 km², w tym lasy prywatne – 116 ha.
Są one przyporządkowane administracyjnie do leśnictw: Dębinka, Dobromierz, Leszyce, Nowa Wieś, Brzoza, Emilianowo, Smolno, Bielice i Zielonka. W miejscowych lasach występuje 11 typów siedliskowych, z czego typem dominującym jest bór świeży. Głównym gatunkiem lasotwórczym jest sosna zajmująca 95% powierzchni leśnej. Zbiorowiska boru mieszanego, a lokalnie także ubogich grądów i łęgów występują w rejonie Dębinki, Leszyc i Dąbrowy Wielkiej oraz w zachodniej części gminy. Na wschód od zanikłej wsi Łażyn znajduje się leśny rezerwat przyrody, chroniący 150-letni bór sosnowy, a koło Brzozy – rezerwat Dziki Ostrów chroniący dąbrowę świetlistą.

## Transport

### Linia międzygminna
Linia 99 Plac Kościeleckich – Rondo Kujawskie – Rondo Inowrocławskie – Jana Pawła II/Ziemska – Jana Pawła II/Wąbrzeska – Stryszek (NŻ) – Brzoza – Chmielniki I (NŻ) – Chmielniki / Plaża – Prądocin – Januszkowo – Nowa Wieś Wielka

### Transport drogowy
Podstawowy układ drogowy w gminie tworzą: 2 drogi krajowe, 3 drogi wojewódzkie i 7 dróg powiatowych. Układ ten uzupełniony jest siecią dróg gminnych.
Przez teren gminy przebiegają następujące drogi: nr 10, nr 25 na długości 15,5 km, a także droga wojewódzka nr 256 (Brzoza-Mogilno) na długości 5,8 km, 274 (dojazd do stacji Bydgoszcz Emilianowo) i 275 (dojazd do stacji PKP Brzoza Bydgoska z drogi krajowej nr 25).
W Stryszku znajduje się węzeł drogowy Bydgoszcz Południe, w którym łączą się drogi ekspresowe S5 i S10.

### Transport kolejowy
Przez gminę z południa na północ przebiega magistrala węglowa, która w Nowej Wsi Wielkiej rozgałęzia się na dwie linie kolejowe:
- nr 131 (Chorzów Batory – Tczew) ze stacjami w Nowej Wsi Wielkiej, Chmielnikach i Brzozie,
- nr 201 Nowa Wieś Wielka – Bydgoszcz Wschód ze stacją Bydgoszcz Emilianowo

## Demografia

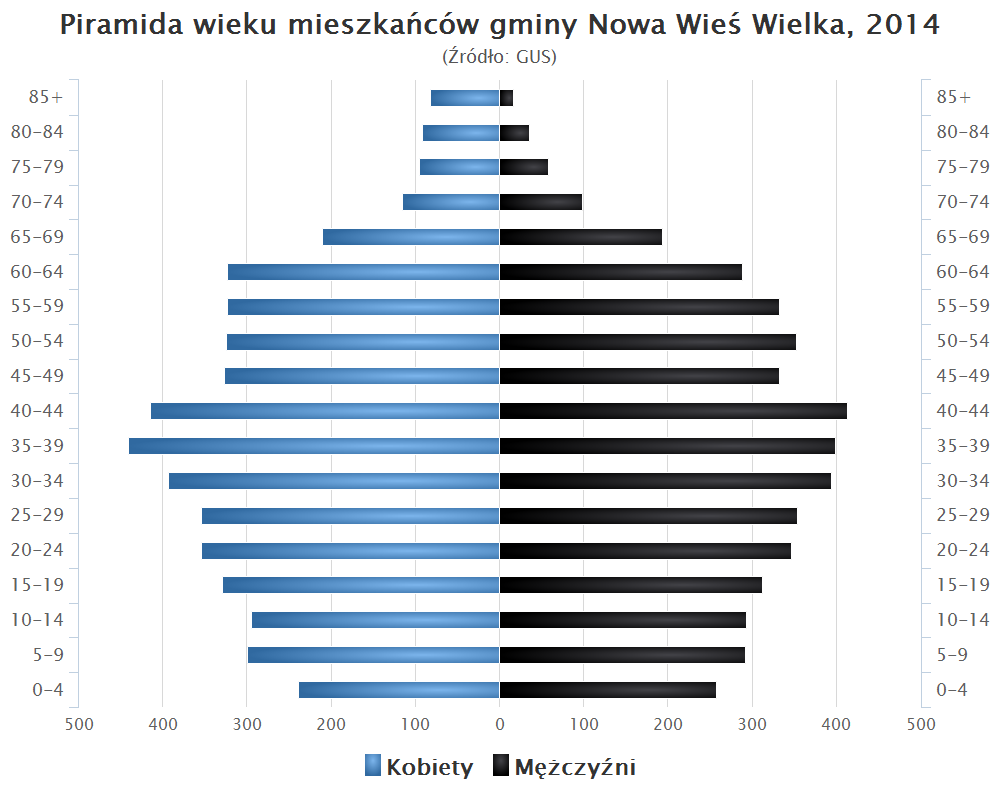
Piramida wieku mieszkańców gminy Nowa Wieś Wielka w 2014 roku

Dane z 31 grudnia 2010:
| Opis                              | Ogółem | Ogółem | Kobiety | Kobiety | Mężczyźni | Mężczyźni |
| --------------------------------- | ------ | ------ | ------- | ------- | --------- | --------- |
| Jednostka                         | osób   | %      | osób    | %       | osób      | %         |
| Populacja                         | 8780   | 100    | 4516    | 51,4    | 4264      | 48,6      |
| Gęstość zaludnienia [mieszk./km²] | 59,1   | 59,1   | 30,4    | 30,4    | 28,7      | 28,7      |

## Gospodarka
W 2010 r. w gminie zarejestrowanych było prawie 1 tys. podmiotów gospodarczych, a bezrobocie było niższe niż w regionie i kraju. Około 85% podmiotów gospodarczych stanowią firmy osób fizycznych, wśród których przeważają działające w sferze handlu, budownictwa i transportu. W gminie prowadzi działalność ok. 60 spółek handlowych, w tym kilkanaście z udziałem kapitału zagranicznego.
Do większych przedsiębiorstw na terenie gminy należą m.in. Zakład Magazynowania Paliw „PERN” w Nowej Wsi Wielkiej, Przedsiębiorstwo Budowy Dróg i Mostów Sp. z o.o. w Kobylarni, NIJWA Sp. o.o. Volvo Trucks, Renault Trucks, Volvo Bus w Nowej Wsi Wielkiej,  Zakład Produkcyjno-Usługowy „Wijmar” w Nowej Wsi Wielkiej, PPU Metalbark w Nowej Wsi Wielkiej, Tribo Sp. z o.o. w Nowej Wsi Wielkiej.
Na uwagę zasługuje także budownictwo mieszkaniowe, które ożywiło się po 2000 r. z uwagi na proces suburbanizacji okolic Bydgoszczy.

## Infrastruktura społeczna

### Edukacja
W XIX wieku w wielu miejscowościach w gminie powstały szkoły ludowe, które kontynuowały działalność w okresie międzywojennym, niektóre z niemieckim językiem nauczania. W 1952 r. zbudowano nowy budynek szkolny w Nowej Wsi Wielkiej, a w 1975 r. w Brzozie. W latach 60. XX w. rozpoczęto proces wygaszania mniejszych szkół, które zamykano, bądź przekształcano w filie szkół zbiorczych. Od 1975 r. w gminie istniały już tylko dwie szkoły podstawowe: w Nowej Wsi Wielkiej i Brzozie, które sukcesywnie rozbudowywano. Od 1999 r. w obu miejscowościach funkcjonują gimnazja.
W 1958 r. w Nowej Wsi Wielkiej otwarto przedszkole, dla którego w 1990 roku oddano do użytku nową siedzibę. Podobna placówka powstała w 1978 r. w Brzozie.
W 2010 roku w gminie Nowa Wieś Wielka działało 6 placówek oświatowych rozdzielonych po połowie między Nową Wieś Wielką oraz Brzozę. Są to 2 przedszkola, 2 szkoły podstawowe i 2 gimnazja. Liczba uczniów jest nieco większa w Brzozie. Szkolnictwo na poziomie średnim i wyższym zapewniają ośrodki edukacyjne w Bydgoszczy.

### Kultura
Życie kulturalne gminy skupia się wokół GOK w Nowej Wsi Wielkiej oraz filii w Brzozie. W obu miejscowościach znajdują się placówki biblioteczne, przy czym większy księgozbiór dostępny jest w Nowej Wsi Wielkiej.

### Sport
Na terenie gminy zarejestrowanych jest 5 klubów sportowych, z czego 4 w Brzozie i 1 w Nowej Wsi Wielkiej.

### Ochrona zdrowia
Początki kształtowania się zorganizowanej opieki zdrowotnej w Nowej Wsi Wielkiej sięgają 1951 roku. W latach 1960–1963 wybudowano z funduszy centralnych nowy ośrodek zdrowia, który służył okolicznym miejscowościom należącym do gromady, a później gminy Nowa Wieś Wielka. Od 1999 r. prowadzi działalność jako Samodzielny Publiczny Zakład Opieki Zdrowotnej (SP ZOZ).
W 1988 r. w Brzozie otwarto nowy, wielofunkcyjny budynek, w którym część pomieszczeń adaptowano na przychodnię. Wysokospecjalistyczne usługi medyczne realizowane są w Bydgoszczy.

### Inne placówki
W gminie Nowa Wieś Wielka istnieje szereg placówek komunalnych, prowadzonych przez lokalny samorząd. Należą do nich m.in. Zakład Gospodarki Komunalnej otwarty w 1973 roku oraz Gminny Ośrodek Pomocy Społecznej założony w 1990 roku, oba zlokalizowane w Nowej Wsi Wielkiej. Od 1945 r. w Nowej Wsi Wielkiej, a od 1965 r. także w Brzozie istnieją placówki Ochotniczej Straży Pożarnej. W obu miejscowościach mieszczą się również placówki pocztowe, a w Nowej Wsi Wielkiej – posterunek policji. W Dziemionnie i koło Prądocina zlokalizowane są 2 gminne oczyszczalnie ścieków, które odprowadzają ścieki do Nowego Kanału Noteckiego.

## Stosunki wyznaniowe
W latach 60. XIX w. w Nowej Wsi Wielkiej, a nieco później w Dąbrowie Wielkiej wzniesiono świątynie, służące miejscowym gminom ewangelickim. W latach 30. XX w. w Brzozie zbudowano kościół rzymskokatolicki, a po 1945 r. zbory ewangelickie przekazano katolikom. Na terenie gminy czynne są trzy kościoły parafialne: w Nowej Wsi Wielkiej, Brzozie i w Dąbrowie Wielkiej. W Chmielnikach funkcjonuje Sala Królestwa zboru Świadków Jehowy Brzoza.

## Turystyka
Centrum turystyczno-rekreacyjne w gminie stanowi jezioro Jezuickie. Zlokalizowano tam dwa ośrodki wypoczynkowe, liczne ogrody działkowe, domki letniskowe oraz pole biwakowe. W Chmielnikach, Prądocinie i Pieckach brzeg jeziora jest częściowo zagospodarowany przez budowę kąpielisk, wypożyczalni sprzętu wodnego oraz pomostów dla wędkarzy. Do jeziora dochodzą także znakowane szlaki turystyczne PTTK, prowadzące z Bydgoszczy i Solca Kujawskiego. Są to:
- szlak (26,8 km) „Wolnościowy” z Bydgoszczy do Nowej Wsi Wielkiej przez Puszczę Bydgoską
- szlak (30 km) „Komputerków” z Bydgoszczy przez Dobromierz do Solca Kujawskiego,
- szlak (17,9 km) „Relaks” z Bydgoszczy do Chmielnik nad jeziorem Jezuickim.

Ponadto w Brzozie rozpoczyna się szlak Pałucki wiodący do Łabiszyna przez rezerwat „Dziki Ostrów” oraz  szlak łącznikowy (1,4 km), łączący Brzozę ze szlakiem Pałuckim.
Przez Gminę przebiega szlak rowerowy „Świadkowie Historii” (40 km, w tym na terenie gminy 14,7 km), upamiętniający miejsca pamięci narodowej na terenie Puszczy Bydgoskiej. Na wschodnim obrzeżu Nowej Wsi Wielkiej funkcjonuje też ścieżka dydaktyczno-przyrodnicza „Buczyna”.
W lesie na północno-wschodnich rubieżach gminy znajduje się zanikła wieś Łażyn, która jeszcze w latach 50. liczyła kilkaset mieszkańców. Wśród lasu znajdują się relikty posesji oraz cmentarz.
W sołectwie Brzoza znajdują się 2 turystyczne obiekty zbiorowego zakwaterowania, w których w 2010 r. udzielono łącznie 7,5 tys. noclegów. Jednym z obiektów jest czterogwiazdkowy hotel „Brzoza”.

## Zabytki
Wykaz zarejestrowanych zabytków nieruchomych na terenie gminy:
- Pałac myśliwski w Brzozie z końca XIX w., nr A/432/1 z 8 grudnia 1994 roku
- Kościół Niepokalanego Poczęcia Najświętszej Maryi Panny w Nowej Wsi Wielkiej z 1867 roku, nr A/828 z 8 stycznia 1997 roku
- drewniany dom podcieniowy w Prądocinie, nr A-243 z 21.09.1937 roku[13].

Na uwagę zasługuje także zabudowa osadnictwa pruskiego II połowy XIX i I połowy XX wieku. Do ciekawszych obiektów należy ciąg gospodarstw osadników niemieckich, szkoła kościół (1876) i plebania we wsi Dąbrowa Wielka. Ciekawymi obiektami na terenie gminy Nowa Wieś Wielka są również relikty polskich i niemieckich fortyfikacji obronnych. W rejonie Piecek, Smolna, Kobylarni i Olimpina znajdują się polskie okopy z 1939 roku. Kolejna linia zabytkowych fortyfikacji polowych to niemiecka pozycja obronna z 1945 roku budowana od wiosny 1944 roku przez oddziały Hitlerjugend, pracowników przymusowych oraz jeńców wojennych. Węzeł obronny zlokalizowano m.in. w lesie na południe od Nowej Wsi Wielkiej.
Na terenie gminy znajdują się nieczynne cmentarze ewangelickie m.in. w Brzozie, Prądocinie, Dobromierzu, Dąbrowie Wielkiej, Kolankowie, Leszycach, Olimpinie, Tarkowie Dolnym.

## Ochrona przyrody
Na terenie gminy stwierdzono występowanie ponad 60 chronionych lub rzadkich albo zagrożonych gatunków roślin naczyniowych. Do obszarów o najwyższych walorach przyrodniczych należą: okolice Nowego Kanału Noteckiego, uroczysko Kobylarnia, rezerwat przyrody Dziki Ostrów oraz torfowisko Piecki Jezuickie.
Ponad 70% powierzchni gminy objęte jest różnymi formami ochrony przyrody. Północno-wschodnią część gminy – teren Puszczy Bydgoskiej wraz z jeziorem Jezuickim obejmuje Obszar Chronionego Krajobrazu Wydm Kotliny Toruńsko-Bydgoskiej. Dolina Noteci w pobliżu Smolna jest objęta ochroną w Obszarze Chronionego Krajobrazu Łąki Nadnoteckie. Liczne bagna, torfowiska oraz wyłączone z użytkowania łąki, pastwiska i ugory chronione są jako użytki ekologiczne (78). Na terenie gminy położone są dwa rezerwaty przyrody: Dziki Ostrów (75 ha, dąbrowa świetlista) oraz Tarkowo (0,25 ha, stanowisko wiśni karłowatej). Tuż za północno-wschodnią granicą gminy znajduje się rezerwat przyrody Łażyn.
Na terenie gminy Nowa Wieś Wielka rośnie 7 pomników przyrody ożywionej.
Na tle europejskiej sieci ekologicznej ECONET cały teren gminy Nowa Wieś Wielka stanowi fragment korytarza ekologicznego o randze międzynarodowej, z uwagi na umiejscowione tutaj szlaki wędrówek ptaków, liczne obszary silnie uwilgotnionych gleb organicznych oraz związanych z nimi zbiorowisk roślinności higrofilnej.

## Historia

### I Rzeczpospolita
Rejestr poradlnego z Kujaw w 1489 r. wymienia trzy miejscowości znajdujące się obecnie w gminie Nowa Wieś Wielka: Tarkowo (będące własnością szlachecką), Brzozę i Nową Wieś Wielką. Z początku XVI wieku pochodzą pierwsze informacje o wsi zwanej Ryczywieś (późniejszy Prądocin i Dobromierz). W 1520 r. wzmiankowano Kolankowo, które należało do dóbr biskupstwa włocławskiego. Niemal cały teren gminy wraz z kompleksem Puszczy Bydgoskiej wchodził w skład domeny monarszej (początkowo książąt kujawskich, następnie królów polskich), będącej od 2. połowy XIV w. aż do rozbiorów uposażeniem starostwa bydgoskiego. Północna część gminy (do jez. Jezuickiego) od 1346 r. należała do patrymonium miejskiego Bydgoszczy. Teren ten został jednak w gestii wójtostwa, wcielonego na początku XV wieku do starostwa bydgoskiego. Nasilenie osadnictwa na tym terenie przypadło na XVII i XVIII wiek i związane było z nadawaniem kontraktów olęderskich przez wójtów i starostów bydgoskich. Sieć osadnicza ukształtowała się ostatecznie w XIX wieku. W tym czasie miała na nią wpływ planowa kolonizacja niemiecka, a na lewym brzegu Noteci także parcelacja majątku Skórzewskich z Lubostronia. Wiele tamtejszych wsi otrzymało nazwy nawiązujące do imion przedstawicieli rodu jak np. Olimpin, Antoniewo, Klotyldowo itp.
Miejscowości które założyli, bądź odnowili starostowie i wójtowie bydgoscy zlokalizowane były w Puszczy Bydgoskiej lub na jej obrzeżach. Mieszkali tam rolnicy, owczarze, ale również bartnicy i smolarze, zajmujący się wyrobem smoły drzewnej. Większość wsi starościńskich posiadała kontrakty olęderskie, a niektóre z nich (np. Dąbrowę Wielką) zasiedlali od początku Holendrzy, bądź Niemcy. W II połowie XVII wieku powstały m.in. Leszyce, Łażyn, Dąbrowa Wielka i Stryszek, a w Nowej Wsi Wielkiej założono folwark. W czasie potopu szwedzkiego (1655-1660) i III wojny północnej (1700-1721) dobra starostwa bydgoskiego zostały zniszczone niemal w 100%. Odbudowa opuszczonych osad i zakładanie nowych ruszyło na nowo po 1720 roku. Powstały m.in.: Dębinka (1745) i Dąbrowa Mała (1752). Hrabia Henryk Brühl (od 1750 r. wójt bydgoski) we wsi Ryczywieś nad jeziorem Jezuickim osadził czynszowników, a miejscowość do 1920 roku od jego nazwiska nazywano Brühlsdorfem. Tuż przed 1765 r. powstały także osady: Nowa Wieś Mała i Pieczyska. Przed 1772 r. w większych wsiach i przy gościńcu wiodącym z Bydgoszczy do Inowrocławia zbudowano karczmy: w Stryszku, Nowej Wsi Wielkiej i Dąbrowie Wielkiej. Wsie będące w gestii Bydgoszczy (starostwa, wójtostwa) zwano olęderskimi, gdyż opierały się na tych samych zasadach ustrojowych, co osady zakładane przez autentycznych Holendrów. Sprawy wsi załatwiało samorządowe ciało kolegialne, wybierane przez ogół mieszkańców, a gospodarze posiadali wolność osobistą, będąc zobowiązanym jedynie do uiszczania podatków (czynsz, pogłówne, hiberna, gajowe). Pozostałe wsie, m.in. Ryczywieś Szlachecka, Tarkowo i miejscowości na lewobrzeżu Noteci należały do szlachty, mając indywidualnych posesorów.
W okresie staropolskim teren gminy należał do powiatu bydgoskiego, z wyjątkiem obszaru położonego na lewobrzeżu Noteci. Brzoza i okolice należały do parafii bydgoskiej, a Nowa Wieś Wielka, Kolankowo i okoliczne wsie do parafii w Pęchowie.

### Okres zaborów
W 1772 roku obszar obecnej gminy został wcielony do Królestwa Prus w wyniku I rozbioru Polski. Dokonano nowego podziału administracyjnego, w wyniku czego obszar rozdzielono pomiędzy trzy powiaty, lecz wszystkie należały do Obwodu Nadnoteckiego ze stolicą w Bydgoszczy. W 1794 r. podczas insurekcji kościuszkowskiej oddział generała Jana Henryka Dąbrowskiego doszedł do Noteci pod Łabiszynem, a 2 października 1794 r. zdobył Bydgoszcz. W 1807 roku dzięki sukcesom militarnym cesarza Napoleona i powstaniu wielkopolskiemu obszar obecnej gminy znalazł się w Księstwie Warszawskim, należąc do departamentu bydgoskiego. Stan ten utrzymał się do 1815 r., kiedy na kongresie wiedeńskim Księstwo Warszawskie zlikwidowano i podzielono na część rosyjską – Królestwo Kongresowe oraz część pruską – Wielkie Księstwo Poznańskie. Obszar obecnej gminy wszedł wówczas w skład rejencji bydgoskiej Księstwa Poznańskiego (od II połowy XIX w. – Prowincji Poznańskiej Cesarstwa Niemieckiego).
W XIX wieku nastąpił rozwój osadnictwa niemieckiego na terenie gminy. Wiązało się to z celową germanizacją tych ziem. Do wsi napływali koloniści, korzystając z pomocy finansowej państwa pruskiego.
W 1833 roku wsie obecnej gminy Nowa Wieś Wielka należały do powiatu bydgoskiego, inowrocławskiego (Prądocin, Tarkowo, Dziemionna, Januszkowo) i szubińskiego (Wałownica, Kobylarnia, Olimpin, Nowe Smolno). Liczba mieszkańców w poszczególnych wsiach obecnej wyglądała następująco
1. Prądocin (Adlig. Brühlsdorf) – 360 osób
2. Januszkowo – 200 osób
3. Dąbrowa Mała – 149 osób
4. Wałownica – 147 osób
5. Jakubowo – 135 osób
6. Nowa Wieś Wielka – 133 osób
7. Dobromierz (Königl. Brühlsdorf) – 126 osób
8. Brzoza – 125 osób
9. Dąbrowa Wielka – 118 osób
10. Tarkowo Dolne – 115 osób
11. Piecki – 98 osób
12. Łażyn – 84 osób
13. Olimpin – 73 osób
14. Nowa Wioska – 71 osób
15. Kolankowo – 60 osób
16. Dębinka – 52 osób
17. Chmielniki – 50 osób
18. Leszyce – 48 osób
19. Stryszek – 42 osób
20. Kobyle Błota – 22 osób
21. Prośnionka – 19 osób

We wszystkich miejscowościach z wyjątkiem Brzozy i Wałownicy ewangelicy stanowili co najmniej 70% ludności, a w Dąbrowie Małej, Łażynie, Pieckach, Nowej Wiosce, Dobromierzu, Januszkowie, Olimpinie, Prądocinie, Tarkowie Dolnym – powyżej 95%. Według opisu Jana Nepomucena Bobrowicza z 1846 r. wsie: Jakubowo, Januszkowo, Kolankowo i Ryczywieś Szlachecka (Prądocin) należały do prywatnego majątku Dąbrówka Kujawska, Tarkowo Dolne do majątku Tarkowo, a wsie: Kobylarnia, Nowe Smolno, Olimpin i Wałownica – do prywatnego majątku Skórzewskich z Lubostronia. Pozostałe wsie, kolonie i folwarki były własnością rządową, w domenie bydgoskiej.
Według spisu miejscowości rejencji bydgoskiej z 1860 r. liczba mieszkańców we wsiach wzrosła średnio o 58%. Kilkukrotny wzrost, świadczący o planowej kolonizacji wsi nastąpił w Dąbrowie Wielkiej, Nowej Wsi Wielkiej, Nowej Wiosce, Dobromierzu i Prądocinie. Niemal we wszystkich miejscowościach ewangelicy stanowili ponad 90% liczby ludności. Wyjątkiem była Brzoza i Wałownica, gdzie katolicy stanowili większość, zaś w Nowej Wsi wielkiej stanowili ok. 20% ludności. Wskutek rozwoju kolonii osadniczych największą liczbą ludności mogły pochwalić się: Prądocin (576), Dąbrowa Wielka (363), Januszkowo (295) i Dobromierz (290).
W XIX wieku w Puszczy Bydgoskiej rozwinęło się kilka osad, m.in. Piecki, Prośnionka, Kobyle Błota, Stryszek. Na uwagę zasługuje rozwój miejscowości Łażyn Duży (Emilianowo), który powstał na surowym korzeniu w głębi ostępów leśnych. Rozwój tej osady należy prawdopodobnie wiązać z zapoczątkowaniem planowej gospodarki leśnej, do czego potrzebni byli pracownicy.
W 1872 r. przez Brzozę, Chmielniki i Nową Wieś Wielką poprowadzono linię kolejową z Bydgoszczy do Inowrocławia. Początkowo oddano do użytku stacje: Brzoza Bydgoska i Chmielniki Bydgoskie. W Brzozie powstały domy mieszkalne dla kolejarzy. W 1902 roku zbudowano także stację kolejową w Nowej Wsi Wielkiej.
W XIX w. tereny gminy Nowa Wieś Wielka stanowiły część tzw. niemieckiej wyspy osadniczej na południe i zachód od Bydgoszczy. Przeważająca na tym obszarze ludność ewangelicka doprowadziła do utworzenia parafii ewangelicko-unijnej w Nowej Wsi Wielkiej, gdzie w 1867 roku wybudowano neogotycką świątynię. Kolejny zbór wybudowano w 1876 roku w Dąbrowie Wielkiej.
Podczas powstania wielkopolskiego (1919) południowa część gminy znalazła się na linii walk oddziałów polskich usiłujących zbliżyć się do Bydgoszczy. Powstańcy pod dowództwem Pawła Cymsa zajęli Nową Wieś Wielką w nocy z 10 na 11 stycznia 1919 r., przystępując 21 stycznia do działań zaczepnych w kierunku Brzozy. Kontrofensywa niemiecka doprowadziła do utraty Brzozy i Nowej Wsi Wielkiej 30 stycznia 1919 roku. W rejonie Antoniewa koło Brzozy doszło do krwawych walk. Linia frontu ustabilizowała się na południowych rubieżach gminy. Polacy stacjonowali m.in. w Tarkowie Dolnym, Krążkowie, Palczynie i Dąbrówce Kujawskiej. Ostatecznie teren gminy znalazł się w granicach odrodzonej Polski 20 stycznia 1920 r. na mocy traktatu wersalskiego.

### II Rzeczpospolita
W okresie międzywojennym obszar obecnej gminy należał, podobnie jak w XIX wieku do trzech powiatów: większość do powiatu bydgoskiego, a fragmenty do powiatów: inowrocławskiego i szubińskiego. W ramach powiatu bydgoskiego powołano gminę Bydgoszcz Nadleśnictwo zwaną również Bydgoszcz-Wieś, złożoną z 12 gromad wiejskich. Gmina ta obejmowała m.in. Nową Wieś Wielką, Brzozę i Stryszek.
W okresie międzywojennym zbudowano pomniki powstańców wielkopolskich w Dąbrowie Wielkiej, Dąbrówce Kujawskiej, Lisewie Kościelnym, Pęchowie i Brzozie. Pomniki w Dąbrowie, Dąbrówce i Brzozie zostały zniszczone przez hitlerowców.
Według spisu z 30 września 1921 roku największymi miejscowościami były: Brzoza (499 mieszkańców), Dąbrowa Wielka (401), Nowa Wieś Wielka (382), Chrośna (319), Dobromierz (273), Łażyn (202). W okolicy ponad 80% ludności stanowili Niemcy. Wyróżniała się jedynie Brzoza, gdzie Polaków (56%) było więcej niż Niemców, natomiast w takich miejscowościach jak: Dąbrowa Wielka i Mała, Nowa Wioska, Dobromierz, Chrośna – ponad 95% ludności deklarowało narodowość niemiecką, a w Leszycach, Łażynie, Pieckach i Nowej Wsi Wielkiej – około 85%. Przed 1934 r. w Nowej Wiosce, Dąbrowie Wielkiej i Chrośnie ponad 90% ziemi należało do Niemców, a w Dąbrowie Małej, Dobromierzu i Leszycach – ponad 80%. Stosunkowo dużo „polskiej” ziemi (ok. 50%) istniało natomiast w Brzozie, Łażynie i Pieckach.
W latach 1928–1934 miejscowości obecnej gminy Nowa Wieś Wielka należały do wójtostwa Solec Kujawski, z wyjątkiem Brzozy, należącej do wójtostwa Bydgoszcz I. Po reformie administracyjnej z 1934 roku należały do gminy Solec Kujawski, a Brzoza do gminy Bydgoszcz-wieś. Natomiast wsie: Dziemionna, Jakubowo, Januszkowo, Kolankowo, Prądocin i Tarkowo należały do gminy Złotniki Kujawskie w powiecie inowrocławskim.
W latach 1928–1930 budowano odcinek nowej linii kolejowej tzw. magistrali węglowej, przebiegający przez Puszczę Bydgoską z Nowej Wsi Wielkiej poprzez Dobromierz do stacji Bydgoszcz Wschód. Odcinek Nowa Wieś Wielka – Kapuścisko Tranzytowe oddano do eksploatacji 21 grudnia 1930 roku.
W okresie międzywojennym stopniowo zwiększał się udział Polaków w życiu społecznym okolicy: zajęli oni stanowiska urzędników na poczcie, stacji kolejowej i w okolicznych leśniczówkach. Życie gospodarcze (tartaki, sklepy, piekarnia) zdominowali jednak Niemcy, których wspierała niemiecka kasa oszczędnościowo-pożyczkowa. Jej polskim odpowiednikiem była oszczędnościowo-pożyczkowa Kasa Stefczyka, pomagająca okolicznym chłopom i robotnikom. Miejscowi Polacy prowadzili działalność środowiskową, w czym pomocne były polskie organizacje społeczne.
Jedną z prób odwrócenia germanizacji było powołanie w 1924 roku parafii katolickiej w Brzozie-Przyłękach. Do 1937 r. rolę świątyni parafialnej spełniał dawny zbór w Przyłękach, po czym zastąpił go nowo wzniesiony kościół w Brzozie. 1 sierpnia 1925 roku kard. Edmund Dalbor erygował także rzymskokatolicką parafię Niepokalanego Poczęcia Najświętszej Maryi Panny w Nowej Wsi Wielkiej. Wybudowano dla niej kaplicę, lecz plany wybudowania kościoła przekreślił wybuch wojny.

### Okres okupacji niemieckiej
5 września 1939 roku podczas odwrotu z Bydgoszczy, wojska polskie toczyły ciężkie walki z Niemcami w Puszczy Bydgoskiej w pobliżu Brzozy, Piecek i Emilianowa. Poległo wielu żołnierzy z 61. i 62. Pułku Piechoty Wielkopolskiej oraz z 15. Pułku Artylerii Lekkiej.
Zajęcie terenu gminy przez Wehrmacht i grupy specjalne miało miejsce 7 września 1939 roku. Miejscowa ludność niemiecka był już przygotowana na przyjęcie wojska, wywieszając flagi nazistowskie. Wsie takie jak: Nowa Wieś Wielka były też silnymi ośrodkami Selbstschutzu, który wsławił się zbrodniami dokonanymi na ludności polskiej. Masowe egzekucje trwały kilkanaście dni. Później dokonywano wysiedleń Polaków z gospodarstw rolnych, domów i mieszkań. Na ich miejsce osiedlano Niemców z Wołynia, krajów nadbałtyckich i Besarabii. W Nowej Wsi Wielkiej przy torze i drodze do Dobromierza urządzono obóz pracy z trzema barakami, ogrodzony drutem kolczastym i przeznaczony dla więźniów politycznych i jeńców wojennych. Więźniowie, żyjąc w skrajnie trudnych warunkach, budowali bunkry w lesie oraz układali drugi tor magistrali węglowej do Emilianowa.
W okresie okupacji niemieckiej 1939–1945 Nowa Wieś Wielka stała się siedzibą gminy, wchodzącej w skład powiatu bydgoskiego (niem. Landkreis Bromberg), rejencji bydgoskiej, w okręgu Gdańsk-Prusy Zachodnie. W jej skład weszły wyłączone z gminy Solec Kujawski wsie: Chrośna, Dąbrowa Wielka, Dobromierz, Leszyce, Łażyn i Nowa Wieś Wielka. Brzoza należała do obwodu urzędowego Bydgoszcz-Wieś (niem. Amtsbezirk Bromberg-Land), a fragmenty gminy przed wojną należące do powiatu inowrocławskiego i szubińskiego – do rejencji inowrocławskiej w okręgu Kraj Warty.
Pod koniec wojny Niemcy rękami pracowników przymusowych oraz jeńców wojennych zbudowali w pobliżu wsi system umocnień. Zakwaterowano do nich ok. 2000 młodych żołnierzy z Hitlerjugend. Linia fortyfikacji polowych ciągnęła się południowym skrajem Puszczy Bydgoskiej od Suchatówki do Nakła. W gminie okopy i bunkry ciągnęły się przez łąki i lasy do Nowej Wioski i Leszyc. Jeden z węzłów obronnych (tzw. rygiel) zlokalizowano w kompleksie leśnym na południe od Nowej Wsi Wielkiej. Było to 12 schronów wykonanych w konstrukcji drewniano-ziemnej, połączonych systemem okopów i rowów dobiegowych. W styczniu 1945 r. nacierające wojska radzieckie uderzeniem oskrzydlającym ominęły Bydgoszcz, pozostawiając na tyłach oddziały niemieckie (m.in. na terenie Dobromierza, Łażyna i Prądocina), których likwidacją zajęli się żołnierze 47. Armii Radzieckiej i polscy czołgiści.

### Okres powojenny
Po zakończeniu wojny zgodnie z ustaleniami konferencji poczdamskiej ludność pochodzenia niemieckiego została wysiedlona. 25 marca 1945 r. zbór ewangelicki w Nowej Wsi Wielkiej został przekazany katolikom, a zbór w Dąbrowie Wielkiej stał się kościołem filialnym (w 1968 r. kard. Stefan Wyszyński erygował w Dąbrowie Wielkiej parafię pw. Matki Bożej Królowej Polski).
W maju 1945 r. ekshumowano zwłoki żołnierzy polskich poległych we wrześniu 1939 roku i złożono je we wspólnych mogiłach na cmentarzach w Brzozie (19 poległych) i Nowej Wsi Wielkiej (10). Pochowano tam również zamordowanych więźniów obozu pracy, a także 513 mieszkańców gminy, rozstrzelanych przez Niemców jesienią 1939 r.
Natomiast zamordowani Polacy z terenów Dziemionny, Jakubowa, Januszkowa, Krążkowa, Prądocina i Tarkowa zostali po ekshumacji pochowani na cmentarzu w Lisewie Kościelnym, gdzie w 1965 r. wystawiono im pomnik.
W marcu 1945 r. ukonstytuowały się polskie władze gminy Nowa Wieś Wielka. Istniała ona jednak tylko do sierpnia 1945 r., kiedy wcielono ją do gminy Solec Kujawski, przywracając podział administracyjny sprzed wojny. W latach 1945–1954 większość terenu gminy pod względem jurysdykcji należała do Solca Kujawskiego, mniejsza część do Bydgoszczy (Brzoza, Chmielniki, Emilianowo, Piecki, Stryszek), do Złotnik Kujawskich (Prądocin, Januszkowo, Kolankowo, Jakubowo, Dziemionna, Tarkowo) i do Łabiszyna (Wałownica, Kobylarnia, Olimpin, Smolno Nowe).
W 1947 roku w dyskusjach na temat nowego podziału administracyjnego przedstawiciele Nowej Wsi Wielkiej, Chrośnej, Dąbrowy Wielkiej, Dobromierza, Leszyc, Łażyna, Prądocina, Kolankowa, Jakubowa i Dąbrówki Kujawskiej opowiadali się za przywróceniem gminy Nowa Wieś Wielka. Reforma administracyjna z 25 września 1954 r. zlikwidowała gminy i gminne rady narodowe, powołując w ich miejsce gromady wraz z gromadzkimi radami narodowymi. Utworzono wówczas gromadę Nowawieś Wielka, w której skład weszły wsie z gminy Solec Kujawski: Nowa Wieś Wielka, Nowa Wioska, Dobromierz, Łażyn i Leszyce oraz z gminy Złotniki Kujawskie: Dziemionna, Jakubowo, Januszkowo, Kolankowo, Prądocin, Tarkowo Dolne. W 1955 r. gromada posiadała powierzchnię ok. 8 tys. ha i zaludnienie ok. 3,1 tys. osób. Od 1957 r. w skład gromady weszła również Dąbrowa Wielka, a w 1962 r. przyłączono również większość gromady Brzoza (bez Przyłęk i Prądek, które trafiły do gromady Białebłota). Razem z Brzozą do gromady Nowawieś Wielka trafiły Wałownica, Olimpin, Kobylarnia i Nowe Smolno – wsie położone po lewej stronie Noteci, dawniej w gminie Łabiszyn w powiecie szubińskim.
W 1962 r. obszar gromady NWW wynosił 12510 ha (w tym 5051 ha użytków rolnych) i 4634 mieszkańców.
W skład gromady Nowa Wieś Wielka wchodziło odtąd 16 sołectw:
1. Brzoza (z leśnictwami Brzoza i Zielonka, stacją kolejową Chmielniki i osadami Piecki i Stryszek)
2. Dąbrowa Wielka (z osadą Zamczysko)
3. Dobromierz (z leśnictwem Dobromierz)
4. Dziemionna
5. Jakubowo
6. Januszkowo
7. Kobylarnia
8. Kolankowo
9. Leszyce (z leśnictwami Dębinka, Leszyce i Nowa Wieś)
10. Łażyn
11. Nowa Wieś Wielka
12. Nowa Wioska
13. Olimpin (z osadami Walownica, Targowisko, Panoniewo)
14. Prądocin
15. Smolno Nowe (z osadą Smolno)

W latach 1958–1969 wsie w obrębie gromady zostały zelektryfikowane. W latach 60. uruchomiono też linię autobusową Tarkowo Dolne–Nowa Wieś Wielka–Brzoza (24 km).
1 stycznia 1973 r. z gromady wykształciła się gmina Nowa Wieś Wielka. W projekcie nowego podziału terytorialnego planowano włączenie do gminy wsi Chrośna, czemu jednak sprzeciwili się mieszkańcy tej wsi. W 1973 roku wprowadzono również nowe brzmienie niektórych wsi („Nowa Wieś Wielka” zamiast „Nowawieś Wielka”, „Nowa Wioska” zamiast „Nowawioska”, „Dąbrowa Wielka” zamiast „Dąbrowy Wielkie”, „Olimpin” zamiast „Olympin”). W latach 70. i 80. zlikwidowano czasowo niektóre sołectwa np. Januszkowo (1979–1981), Dziemionna (1974-1987) i Leszyce (1978–1981). W 1974 r. na stałe zlikwidowano sołectwo Łażyn, gdyż wieś ta już od lat 50. wykazywała stan zaniku, a wyludniła się ostatecznie w latach 70. Zlokalizowane w głębi Puszczy Bydgoskiej opuszczone posesje, budynki oraz cmentarz zajęła sukcesja leśna.
Po II wojnie światowej poza Nową Wsią Wielką, Brzozą i Prądocinem, gdzie urządzono kompleksy działek rekreacyjnych, pozostałe miejscowości wyludniały się, a część terenów porolnych zalesiono, m.in. w okolicach Kolankowa, Jakubowa i Januszkowa. Centrum rekreacyjnym było urządzone już w dwudziestoleciu międzywojennym kąpielisko w Chmielnikach. Po 1945 r. gospodarzami terenu były m.in. Liga Morska, Liga Przyjaciół Żołnierza, Zarząd Zieleni Miejskiej w Bydgoszczy, Miejskie Przedsiębiorstwo Gospodarki Komunalnej (1960–1974), a następnie Miejski Ośrodek Sportu, Turystyki i Wypoczynku. W latach 60. i 70. urządzono tu plażę z wypożyczalnią sprzętu wodnego, pawilony gastronomiczne oraz motel. Po drugiej stronie jeziora w latach 70. wytyczono miejsce pod kąpielisko w Pieckach, przy którym powstał ośrodek wypoczynkowy.
W 1975 r. zlokalizowano w Nowej Wsi Wielkiej inwestycję centralną o znaczeniu ponadregionalnym – Bazę Produktów Naftowych. W latach 90. do poszczególnych wsi doprowadzono wodociąg oraz rozpoczęto budowę sieci kanalizacyjnych i gminnych oczyszczalni ścieków. W 1977 r. mocą rozporządzenia Ministra Administracji, Gospodarki Terenowej i Ochrony Środowiska do gminy Nowa Wieś Wielka włączono z miasta Bydgoszczy obszar o powierzchni 944,19 ha (część Puszczy Bydgoskiej z Emilianowem).
3 marca 1995 r. gmina Nowa Wieś Wielka podpisała umowę o współpracy z niemiecką gminą związkową Westerburg (miasto i związek gmin Westerburg; Nadrenia-Palatynat).
W wyniku reformy administracyjnej 1 stycznia 1999 r. gmina Nowa Wieś Wielka znalazła się w województwie kujawsko-pomorskim w powiecie bydgoskim.
Po 1990 roku rozpoczął się proces suburbanizacji okolic Bydgoszczy, który nabrał przyspieszenia po 2000 roku. Gmina Nowa Wieś Wielka była jednym z beneficjentów tego procesu. W okresie 2004–2011 liczba ludności wzrosła o 15%. Największy względny wzrost liczby mieszkańców odnotowała Brzoza, położona najbliżej Bydgoszczy.

## Miasta partnerskie
- Niemcy Westerburg

## Sąsiednie gminy
Rojewo, Łabiszyn, Bydgoszcz, Złotniki Kujawskie, Białe Błota, Solec Kujawski.